# ¿Quién es la máscara? (programa de televisión argentino)
¿Quién es la máscara? es un reality show argentino producido y emitido por Telefe. Está basado en el reality surcoreano King of Mask Singer y con el formato estadounidense de The Masked Singer. Fue conducido por Natalia Oreiro y el grupo de investigadores se compuso con Wanda Nara, Lizy Tagliani, Roberto Moldavsky y Karina la Princesita. Se estrenó el 12 de septiembre de 2022 y se emitió de domingo a jueves 22:30hs.
La temporada finalizó el 13 de octubre de 2022 y tuvo como ganador al actor, cantante y bailarín Fernando Dente como «Unicornio»; con la actriz Mercedes Funes obtuvo el segundo lugar como «Leopardo», y el actor, cantante y conductor Damián de Santo ubicado en tercer puesto como «Perro».

## Formato
Veinticuatro celebridades compiten de manera anónima con disfraces para ocultar su identidad. En cada episodio, los participantes interpretan una canción para enfrentarse en distintas modalidades que fluctúan entre «duelos» o «todos contra todos». Los investigadores apuestan por el nombre del famoso que ellos creen que se oculta debajo de cada máscara.
El público presente en la grabación eligen a las peores presentaciones de los «duelos», quienes quedan en «zona de eliminación». Finalmente, mediante votación de los investigadores y el público presente, se elige el desenmascarado de cada episodio, el cual abandona la competencia. 
A partir del undécimo episodio, se introduce el «enfrentamiento final». En este duelo se enfrentan las máscaras que no fueron salvadas por los investigadores, en el «todos contra todos». Las máscaras sentenciadas interpretarán una nueva canción. Por último, la máscara más votada (por el público presente) sigue en competencia, y la menos votada queda eliminada y es desenmascarada.  
Al final del capítulo, el participante eliminado debe quitarse la máscara del disfraz para revelar su identidad y así descubrir si la apuesta del jurado era errada o no. En esta edición, además de consagrarse ganadora la última celebridad en revelar su identidad, también gana el investigador con más aciertos a lo largo de la competencia.

## Historia
En 2021, Telefe adquirió los derechos televisivos del formato para producirlo en el país. En noviembre de ese año, durante un evento de Viacom Cono Sur, se confirma la llegada para 2022 del reality y que Natalia Oreiro sería la presentadora.
En agosto de 2022 el canal comienza a promocionar el programa y se confirma que el 12 de septiembre sería el estreno, día que finaliza La Voz Argentina.

## Equipo

### Conductora
|                | Profesión                                         |
| -------------- | ------------------------------------------------- |
| Natalia Oreiro | Actriz, cantante, conductora, modelo y empresaria |

### Investigadores
| Celebridad            | Profesión                             | Aciertos    |
| --------------------- | ------------------------------------- | ----------- |
| Karina, la Princesita | Cantante y compositora                | 17 (+2)= 19 |
| Wanda Nara            | Modelo, empresaria y agente de fútbol | 13 (+2)= 15 |
| Roberto Moldavsky     | Comediante y actor                    | 5           |
| Lizy Tagliani         | Actriz, comediante y conductora       | 2           |

     El investigador con más aciertos: Investigador ganador
1. 1 2  Puntos extras obtenidos en el vigesimosegundo episodio tras descubrir la identidad de la máscara invitada «Cebra».

### Host digital
|                        | Profesión              |
| ---------------------- | ---------------------- |
| Diego Poggi            | Conductor e influencer |
| Lourdes «Lula» Miranda | Cantante e influencer  |

## Concursantes
| Máscaras         | Máscaras             | Máscaras               | Conocido/a por                                  | Resultado                | Ref.   |
| Máscara          | Nombre de la máscara | Celebridad enmascarada | Conocido/a por                                  | Resultado                | Ref.   |
| ---------------- | -------------------- | ---------------------- | ----------------------------------------------- | ------------------------ | ------ |
| Unicornio        | Brillo               | Fernando Dente         | Actor, cantante y bailarín                      | Ganador                  | [ 6 ]  |
| Leopardo         | Nieves               | Mercedes Funes         | Actriz                                          | Segundo puesto           | [ 7 ]  |
| Perro            | Therry               | Damián de Santo        | Actor, cantante y conductor                     | Tercer puesto            | [ 8 ]  |
| Vikingo          | Olaf                 | Agustín Sierra         | Actor                                           | 24.º desenmascarado      | [ 9 ]  |
| Luciérnaga       | Luz                  | Brenda Asnicar         | Actriz, cantante y compositora                  | 23.ª desenmascarada      | [ 9 ]  |
| Hamburguesa      | Pecas                | Mauro Szeta            | Periodista y escritor                           | 22.º desenmascarado      | [ 10 ] |
| Mulita           | Pampa                | Martín Campilongo      | Actor, comediante, imitador y guionista         | 21.er desenmascarado     | [ 11 ] |
| Pez globo        | Oli                  | Guillermina Valdés     | Modelo, empresaria y actriz                     | 20.ª desenmascarada      | [ 12 ] |
| Tucán            | Pico                 | Damián Betular         | Chef, pastelero y empresario                    | 19.º desenmascarado      | [ 13 ] |
| Robot            | Bot                  | Alejandro Lerner       | Cantautor y compositor                          | 18.º desenmascarado      | [ 14 ] |
| Sapa             | Mansa                | Dalma Maradona         | Actriz                                          | 17.ª desenmascarada      | [ 15 ] |
| Dragón           | Dragona              | Oriana Sabatini        | Actriz, modelo y cantante                       | 16.ª desenmascarada      | [ 16 ] |
| Cíclope          | Urta                 | Yayo Guridi            | Comediante y actor                              | 15.º desenmascarado      | [ 17 ] |
| Camaleón         | Cambiazo             | Fabián Cubero          | Exfutbolista                                    | 14.º desenmascarado      | [ 18 ] |
| Pez león         | Mamba                | Fátima Flórez          | Actriz, imitadora y comediante                  | 13.ª desenmascarada      | [ 19 ] |
| Pavo real        | Salvador             | Pedro Alfonso          | Productor y actor                               | 12.º desenmascarado      | [ 20 ] |
| Chancha          | Chincha              | Marcela Tinayre        | Empresaria y conductora                         | 11.ª desenmascarada      | [ 21 ] |
| Mujer alienígena | Luna                 | Charlotte Caniggia     | Modelo, influencer y personalidad de televisión | 10.ª desenmascarada      | [ 22 ] |
| Flor             | Orquídea             | Cristina Pérez         | Periodista y conductora                         | 9.ª desenmascarada       | [ 23 ] |
| Cisne negro      | Sombra               | Marcela Morelo         | Cantante y compositora                          | 8.ª desenmascarada       | [ 24 ] |
| Minecraft        | Pixel                | Santiago Maratea       | Influencer                                      | 7.º desenmascarado       | [ 25 ] |
| Monstruo         | Altavista            | Raúl Lavié             | Cantante de tango y actor                       | 6.º desenmascarado       | [ 26 ] |
| Sol y luna       | Alexia               | Magdalena Aicega       | Exjugadora de hockey sobre césped               | 5.ª desenmascarada       | [ 27 ] |
| Dinosaurio       | Saurio               | Ricardo Mollo          | Vocalista y guitarrista de Divididos            | 4.º desenmascarado       | [ 28 ] |
| Mamut            | Lala                 | Ángela Leiva           | Cantante y actriz                               | 3.ª desenmascarada       | [ 29 ] |
| Hipocampo        | Hipo                 | Marta Minujín          | Artista plástica                                | 2.ª desenmascarado       | [ 30 ] |
| Tortuga          | Willy                | Guillermo Coria        | Extenista y capitán del equipo de Copa Davis    | 1.er desenmascarado      | [ 31 ] |
| Máscara invitada |                      |                        |                                                 |                          |        |
| Cebra            | Cebra                | Donato de Santis       | Chef y empresario                               | Invitado en la 22.ª gala | [ 32 ] |

## Tabla de resultados
| Máscara          | Celebridad         | Galas     | Galas     | Galas     | Galas     | Galas     | Galas     | Galas     | Galas     | Galas     | Galas     | Galas     | Galas     | Galas     | Galas     | Galas     | Galas     | Galas     | Galas     | Galas     | Galas     | Galas     | Galas    | Galas    | Galas    |          |
| Máscara          | Celebridad         | Semana 1  | Semana 1  | Semana 1  | Semana 1  | Semana 1  | Semana 2  | Semana 2  | Semana 2  | Semana 2  | Semana 2  | Semana 3  | Semana 3  | Semana 3  | Semana 3  | Semana 3  | Semana 4  | Semana 4  | Semana 4  | Semana 4  | Semana 4  | Semana 5  | Semana 5 | Semana 5 | Semana 5 | Semana 5 |
| Máscara          | Celebridad         | 1         | 2         | 3         | 4         | 5         | 6         | 7         | 8         | 9         | 10        | 11        | 12        | 13        | 14        | 15        | 16        | 17        | 18        | 19        | 20        | 21        | 22       | 23       | 24       |          |
| ---------------- | ------------------ | --------- | --------- | --------- | --------- | --------- | --------- | --------- | --------- | --------- | --------- | --------- | --------- | --------- | --------- | --------- | --------- | --------- | --------- | --------- | --------- | --------- | -------- | -------- | -------- | -------- |
| Unicornio        | Fernando Dente     |           |           |           |           |           |           |           |           |           |           |           |           |           |           |           |           |           |           |           |           |           |          |          |          |          |
| Leopardo         | Mercedes Funes     |           |           |           |           |           |           |           |           |           |           |           |           |           |           |           |           |           |           |           |           |           |          |          |          |          |
| Perro            | Damián de Santo    |           |           |           |           |           |           |           |           |           |           |           |           |           |           |           |           |           |           |           |           |           |          |          |          |          |
| Vikingo          | Agustín Sierra     |           |           |           |           |           |           |           |           |           |           |           |           |           |           |           |           |           |           |           |           |           |          |          |          |          |
| Luciérnaga       | Brenda Asnicar     |           |           |           |           |           |           |           |           |           |           |           |           |           |           |           |           |           |           |           |           |           |          |          |          |          |
| Hamburguesa      | Mauro Szeta        |           |           |           |           |           |           |           |           |           |           |           |           |           |           |           |           |           |           |           |           |           |          |          |          |          |
| Cebra (MI)       | Donato de Santis   | No estaba | No estaba | No estaba | No estaba | No estaba | No estaba | No estaba | No estaba | No estaba | No estaba | No estaba | No estaba | No estaba | No estaba | No estaba | No estaba | No estaba | No estaba | No estaba | No estaba | No estaba |          |          |          |          |
| Mulita           | Martín Campilongo  |           |           |           |           |           |           |           |           |           |           |           |           |           |           |           |           |           |           |           |           |           |          |          |          |          |
| Pez globo        | Guillermina Valdés |           |           |           |           |           |           |           |           |           |           |           |           |           |           |           |           |           |           |           |           |           |          |          |          |          |
| Tucán            | Damián Betular     |           |           |           |           |           |           |           |           |           |           |           |           |           |           |           |           |           |           |           |           |           |          |          |          |          |
| Robot            | Alejandro Lerner   |           |           |           |           |           |           |           |           |           |           |           |           |           |           |           |           |           |           |           |           |           |          |          |          |          |
| Sapa (MC)        | Dalma Maradona     | No estaba | No estaba | No estaba | No estaba | No estaba | No estaba | No estaba | No estaba | No estaba | No estaba |           |           |           |           |           |           |           |           |           |           |           |          |          |          |          |
| Dragón (MC)      | Oriana Sabatini    | No estaba | No estaba | No estaba | No estaba | No estaba | No estaba | No estaba | No estaba | No estaba | No estaba | No estaba | No estaba | No estaba | No estaba | No estaba |           |           |           |           |           |           |          |          |          |          |
| Cíclope          | Yayo Guridi        |           |           |           |           |           |           |           |           |           |           |           |           |           |           |           |           |           |           |           |           |           |          |          |          |          |
| Camaleón         | Fabián Cubero      |           |           |           |           |           |           |           |           |           |           |           |           |           |           |           |           |           |           |           |           |           |          |          |          |          |
| Pez león         | Fátima Flórez      |           |           |           |           |           |           |           |           |           |           |           |           |           |           |           |           |           |           |           |           |           |          |          |          |          |
| Pavo real        | Pedro Alfonso      |           |           |           |           |           |           |           |           |           |           |           |           |           |           |           |           |           |           |           |           |           |          |          |          |          |
| Chancha          | Marcela Tinayre    |           |           |           |           |           |           |           |           |           |           |           |           |           |           |           |           |           |           |           |           |           |          |          |          |          |
| Mujer alienígena | Charlotte Caniggia |           |           |           |           |           |           |           |           |           |           |           |           |           |           |           |           |           |           |           |           |           |          |          |          |          |
| Flor (MC)        | Cristina Pérez     | No estaba | No estaba | No estaba | No estaba | No estaba | No estaba | No estaba | No estaba |           |           |           |           |           |           |           |           |           |           |           |           |           |          |          |          |          |
| Cisne negro      | Marcela Morelo     |           |           |           |           |           |           |           |           |           |           |           |           |           |           |           |           |           |           |           |           |           |          |          |          |          |
| Minecraft        | Santiago Maratea   |           |           |           |           |           |           |           |           |           |           |           |           |           |           |           |           |           |           |           |           |           |          |          |          |          |
| Monstruo         | Raúl Lavié         |           |           |           |           |           |           |           |           |           |           |           |           |           |           |           |           |           |           |           |           |           |          |          |          |          |
| Sol y luna       | Magdalena Aicega   |           |           |           |           |           |           |           |           |           |           |           |           |           |           |           |           |           |           |           |           |           |          |          |          |          |
| Dinosaurio       | Ricardo Mollo      |           |           |           |           |           |           |           |           |           |           |           |           |           |           |           |           |           |           |           |           |           |          |          |          |          |
| Mamut            | Ángela Leiva       |           |           |           |           |           |           |           |           |           |           |           |           |           |           |           |           |           |           |           |           |           |          |          |          |          |
| Hipocampo        | Marta Minujín      |           |           |           |           |           |           |           |           |           |           |           |           |           |           |           |           |           |           |           |           |           |          |          |          |          |
| Tortuga          | Guillermo Coria    |           |           |           |           |           |           |           |           |           |           |           |           |           |           |           |           |           |           |           |           |           |          |          |          |          |

 GANADOR  La máscara ganadora de ¿Quién es la máscara?
 SEGUNDO PUESTO  La máscara clasificada en segunda posición.
 TERCER PUESTO  La máscara clasificada en tercera posición.
 GANA  La máscara ganó su enfrentamiento y permaneció en la competencia.
 RIESGO  La máscara perdió su enfrentamiento y quedó en la «zona de eliminación», pero no fue eliminado.
 SIGUE  La máscara se salvó de la eliminación.
 CONTINÚA  La máscara ganó el «enfrentamiento final» y continúa en la competencia.
 ELIMINADO  La máscara fue eliminada de la competencia y tuvo que revelar su identidad.
 NO ACTUÓ  La máscara no actuó en esa gala.
 ENTRA  Máscara comodín (MC): como ningún investigador acertó su identidad, continúa en la competencia.
 NO ENTRA  Máscara comodín (MC): como algún investigador descubrió su identidad, queda eliminado automáticamente.
 INVITADO  Máscara invitada (MI): La máscara actuó y fue desenmascarada en esa gala.

## Galas
Referencia
     Indica que, en el mismo episodio que el artista fue desenmascarado, el investigador acertó con su identidad.

### Gala 1 (12/09/2022)
En orden de aparición
| Actuaciones del primer episodio | Actuaciones del primer episodio | Actuaciones del primer episodio                           | Actuaciones del primer episodio | Actuaciones del primer episodio | Actuaciones del primer episodio | Actuaciones del primer episodio | Actuaciones del primer episodio | Actuaciones del primer episodio  | Actuaciones del primer episodio | Actuaciones del primer episodio |
| ------------------------------- | ------------------------------- | --------------------------------------------------------- | ------------------------------- | ------------------------------- | ------------------------------- | ------------------------------- | ------------------------------- | -------------------------------- | ------------------------------- | ------------------------------- |
| #                               | Máscara (Nombre de la máscara)  | Canción                                                   | Apuestas                        | Apuestas                        | Apuestas                        | Apuestas                        | Resultado (duelo)               | Zona de eliminación              | Identidad revelada              |                                 |
| #                               | Máscara (Nombre de la máscara)  | Canción                                                   | Moldavsky                       | Wanda                           | Lizy                            | Karina                          | Resultado (duelo)               | Zona de eliminación              | Identidad revelada              |                                 |
| 1                               | Unicornio (Brillo)              | «Thriller» (de Michael Jackson)                           | Flavio Mendoza                  | Mariano Martínez                | Dolores Barreiro                | Fernando Dente                  | Ganador                         | —                                | —                               |                                 |
| 1                               | Tortuga (Willy)                 | «De música ligera» (de Soda Stereo)                       | Javier Zanetti                  | Diego Latorre                   | Sergio “Kun” Agüero             | Benjamín Amadeo                 | Perdedor                        | Eliminado                        | Guillermo Coria                 |                                 |
|                                 |                                 |                                                           |                                 |                                 |                                 |                                 |                                 |                                  |                                 |                                 |
| 2                               | Vikingo (Olaf)                  | «Te quiero tanto» (de Sergio Denis)                       | Joaquín Furriel                 | Osvaldo Laport                  | Carlos Baute                    | Alejandro Lerner                | Perdedor                        | Salvado (por el público)         | —                               |                                 |
| 2                               | Pez león (Mamba)                | «I Will Survive» (de Gloria Gaynor)                       | Patricia Sosa                   | Iliana Calabró                  | María Susini                    | Fátima Flórez                   | Ganador                         | —                                | —                               |                                 |
|                                 |                                 |                                                           |                                 |                                 |                                 |                                 |                                 |                                  |                                 |                                 |
| 3                               | Monstruo (Altavista)            | «Cose della vita (Cosas de la vida)» (de Eros Ramazzotti) | Paulo Kablan                    | Miguel Ángel Rodríguez          | Facundo Moyano                  | Ricardo García                  | Ganador                         | —                                | —                               |                                 |
| 3                               | Pez globo (Oli)                 | «Miénteme» (de Tini & María Becerra)                      | Zaira Nara                      | Luciana Salazar                 | Jésica Cirio                    | Karina Jelinek                  | Perdedor                        | Salvado (por los investigadores) | —                               |                                 |

### Gala 2 (13/09/2022)
En orden de aparición
| Actuaciones del segundo episodio | Actuaciones del segundo episodio | Actuaciones del segundo episodio                        | Actuaciones del segundo episodio | Actuaciones del segundo episodio | Actuaciones del segundo episodio | Actuaciones del segundo episodio | Actuaciones del segundo episodio | Actuaciones del segundo episodio | Actuaciones del segundo episodio | Actuaciones del segundo episodio |
| -------------------------------- | -------------------------------- | ------------------------------------------------------- | -------------------------------- | -------------------------------- | -------------------------------- | -------------------------------- | -------------------------------- | -------------------------------- | -------------------------------- | -------------------------------- |
| #                                | Máscara (Nombre de la máscara)   | Canción                                                 | Apuestas                         | Apuestas                         | Apuestas                         | Apuestas                         | Resultado (duelo)                | Zona de eliminación              | Identidad revelada               |                                  |
| #                                | Máscara (Nombre de la máscara)   | Canción                                                 | Moldavsky                        | Wanda                            | Lizy                             | Karina                           | Resultado (duelo)                | Zona de eliminación              | Identidad revelada               |                                  |
| 1                                | Camaleón (Cambiazo)              | «La mordidita» (de Ricky Martin feat. Yotuel)           | Roberto “Pato” Abbondanzieri     | Sergio Goycochea                 | Agustín Sierra                   | Carlos Tévez                     | Perdedor                         | Salvado (por el público)         | —                                |                                  |
| 1                                | Mujer alienígena (Luna)          | «Sweet Child O' Mine» (de Guns N' Roses)                | Florencia Vigna                  | Silvina Escudero                 | Sofía Zámolo                     | Charlotte Caniggia               | Ganador                          | —                                | —                                |                                  |
|                                  |                                  |                                                         |                                  |                                  |                                  |                                  |                                  |                                  |                                  |                                  |
| 2                                | Robot (Bot)                      | «Entre nosotros» (de Tiago PZK & Lit Killah)            | Agustín “Rada” Aristarán         | Sebastián Estevanez              | Joaquín Furriel                  | Peter Lanzani                    | Ganador                          | —                                | —                                |                                  |
| 2                                | Hipocampo (Hipo)                 | «Satisfaction» (de The Rolling Stones)                  | Marta Minujín                    | Marcela Tinayre                  | Teté Coustarot                   | Soledad Silveyra                 | Perdedor                         | Eliminado                        | Marta Minujín                    |                                  |
|                                  |                                  |                                                         |                                  |                                  |                                  |                                  |                                  |                                  |                                  |                                  |
| 3                                | Leopardo (Nieves)                | «Girl on Fire» (de Alicia Keys)                         | Fabiana Cantilo                  | Verónica Lozano                  | Marcela Kloosterboer             | Inés Estévez                     | Ganador                          | —                                | —                                |                                  |
| 3                                | Mulita (Pampa)                   | «Ji ji ji» (de Patricio Rey y sus Redonditos de Ricota) | Iván de Pineda                   | Leonardo Montero                 | Germán Paoloski                  | Pablo Rago                       | Perdedor                         | Salvado (por los investigadores) | —                                |                                  |

### Gala 3 (14/09/2022)
En orden de aparición
| Actuaciones del tercer episodio | Actuaciones del tercer episodio | Actuaciones del tercer episodio                | Actuaciones del tercer episodio | Actuaciones del tercer episodio | Actuaciones del tercer episodio | Actuaciones del tercer episodio | Actuaciones del tercer episodio | Actuaciones del tercer episodio  | Actuaciones del tercer episodio | Actuaciones del tercer episodio |
| ------------------------------- | ------------------------------- | ---------------------------------------------- | ------------------------------- | ------------------------------- | ------------------------------- | ------------------------------- | ------------------------------- | -------------------------------- | ------------------------------- | ------------------------------- |
| #                               | Máscara (Nombre de la máscara)  | Canción                                        | Apuestas                        | Apuestas                        | Apuestas                        | Apuestas                        | Resultado (duelo)               | Zona de eliminación              | Identidad revelada              |                                 |
| #                               | Máscara (Nombre de la máscara)  | Canción                                        | Moldavsky                       | Wanda                           | Lizy                            | Karina                          | Resultado (duelo)               | Zona de eliminación              | Identidad revelada              |                                 |
| 1                               | Perro (Therry)                  | «I Feel Good» / «Sex Machine» (de James Brown) | Sebastián Wainraich             | Beto Casella                    | Santiago del Moro               | Joaquin Levinton                | Ganador                         | —                                | —                               |                                 |
| 1                               | Pavo real (Salvador)            | «Persiana americana» (de Soda Stereo)          | Gonzalo Heredia                 | Gonzalo Valenzuela              | Nicolás Vázquez                 | Ezequiel “El Polaco” Cwirkaluk  | Perdedor                        | Salvado (por los investigadores) | —                               |                                 |
|                                 |                                 |                                                |                                 |                                 |                                 |                                 |                                 |                                  |                                 |                                 |
| 2                               | Hamburguesa (Pecas)             | «Welcome to the Jungle» (de Guns N' Roses)     | Alex Caniggia                   | Fátima Flórez                   | Mónica Ayos                     | Ale Sergi                       | Ganador                         | —                                | —                               |                                 |
| 2                               | Mamut (Lala)                    | «Unstoppable» (de Sia)                         | Elena Roger                     | Laura Esquivel                  | Ángela Torres                   | Ángela Leiva                    | Perdedor                        | Eliminado                        | Ángela Leiva                    |                                 |
|                                 |                                 |                                                |                                 |                                 |                                 |                                 |                                 |                                  |                                 |                                 |
| 3                               | Sol y luna (Alexia)             | «Dancing in the Dark» (de Bruce Springsteen)   | Iliana Calabró                  | Soledad Fandiño                 | Nicole Neumann                  | Claudia Villafañe               | Perdedor                        | Salvado (por el público)         | —                               |                                 |
| 3                               | Chancha (Chincha)               | «Todos me miran» (de Gloria Trevi)             | Graciela Alfano                 | Carmen Barbieri                 | Luisa Albinoni                  | Nacha Guevara                   | Ganador                         | —                                | —                               |                                 |

### Gala 4 (15/09/2022)
En orden de aparición
| Actuaciones del cuarto episodio | Actuaciones del cuarto episodio | Actuaciones del cuarto episodio            | Actuaciones del cuarto episodio | Actuaciones del cuarto episodio | Actuaciones del cuarto episodio | Actuaciones del cuarto episodio | Actuaciones del cuarto episodio | Actuaciones del cuarto episodio  | Actuaciones del cuarto episodio | Actuaciones del cuarto episodio |
| ------------------------------- | ------------------------------- | ------------------------------------------ | ------------------------------- | ------------------------------- | ------------------------------- | ------------------------------- | ------------------------------- | -------------------------------- | ------------------------------- | ------------------------------- |
| #                               | Máscara (Nombre de la máscara)  | Canción                                    | Apuestas                        | Apuestas                        | Apuestas                        | Apuestas                        | Resultado (duelo)               | Zona de eliminación              | Identidad revelada              |                                 |
| #                               | Máscara (Nombre de la máscara)  | Canción                                    | Moldavsky                       | Wanda                           | Lizy                            | Karina                          | Resultado (duelo)               | Zona de eliminación              | Identidad revelada              |                                 |
| 1                               | Luciérnaga (Luz)                | «I Kissed a Girl» (de Katy Perry)          | Gimena Accardi                  | María Becerra                   | Luciana Salazar                 | Lourdes “Lowrdez” Fernández     | Ganador                         | —                                | —                               |                                 |
| 1                               | Dinosaurio (Saurio)             | «Contigo en la distancia» (de Luis Miguel) | Antonio Birabent                | Martín Bossi                    | Benjamín Amadeo                 | Ricardo Mollo                   | Perdedor                        | Eliminado                        | Ricardo Mollo                   |                                 |
|                                 |                                 |                                            |                                 |                                 |                                 |                                 |                                 |                                  |                                 |                                 |
| 2                               | Cíclope (Urta)                  | «Always on My Mind» (de Elvis Presley)     | Freddy Villarreal               | Rodolfo Barili                  | Christian Sancho                | César “Banana” Pueyrredón       | Perdedor                        | Salvado (por el público)         | —                               |                                 |
| 2                               | Tucán (Pico)                    | «Soy» (de Lali)                            | Dan Breitman                    | Marcelo Polino                  | Lizardo Ponce                   | Cristian Castro                 | Ganador                         | —                                | —                               |                                 |
|                                 |                                 |                                            |                                 |                                 |                                 |                                 |                                 |                                  |                                 |                                 |
| 3                               | Minecraft (Pixel)               | «Bad Guy» (de Billie Eilish)               | Agustín “Rada” Aristarán        | Duki                            | Luciano Castro                  | Diego Topa                      | Ganador                         | —                                | —                               |                                 |
| 3                               | Cisne negro (Sombra)            | «Titanium» (de David Guetta feat. Sia)     | Paola Krum                      | Griselda Siciliani              | Eleonora Cassano                | Marixa Balli                    | Perdedor                        | Salvado (por los investigadores) | —                               |                                 |

1. ↑  Inicialmente, apostó que era Jimena Barón. Más tarde, decidió cambiar su apuesta.

### Gala 5 (18/09/2022)
En este episodio, denominado como «La revancha», las máscaras que quedaron en «zona de eliminación» (en las primeras cuatro galas) realizaron una nueva presentación para asegurar su permanencia en la competencia. 
En orden de aparición
| Actuaciones del quinto episodio | Actuaciones del quinto episodio | Actuaciones del quinto episodio                  | Actuaciones del quinto episodio | Actuaciones del quinto episodio | Actuaciones del quinto episodio | Actuaciones del quinto episodio | Actuaciones del quinto episodio | Actuaciones del quinto episodio  | Actuaciones del quinto episodio | Actuaciones del quinto episodio |
| ------------------------------- | ------------------------------- | ------------------------------------------------ | ------------------------------- | ------------------------------- | ------------------------------- | ------------------------------- | ------------------------------- | -------------------------------- | ------------------------------- | ------------------------------- |
| #                               | Máscara (Nombre de la máscara)  | Canción                                          | Apuestas                        | Apuestas                        | Apuestas                        | Apuestas                        | Resultado (duelo)               | Zona de eliminación              | Identidad revelada              |                                 |
| #                               | Máscara (Nombre de la máscara)  | Canción                                          | Moldavsky                       | Wanda                           | Lizy                            | Karina                          | Resultado (duelo)               | Zona de eliminación              | Identidad revelada              |                                 |
| 1                               | Pez globo (Oli)                 | «We Found Love» (de Rihanna feat. Calvin Harris) | Zaira Nara                      | Luciana Salazar                 | Guillermina Valdés              | Karina Jelinek                  | Ganador                         | —                                | —                               |                                 |
| 1                               | Pavo real (Salvador)            | «Provócame» (de Chayanne)                        | Diego Peretti                   | Matías Alé                      | Federico D'Elía                 | Pedro “Peter” Alfonso           | Perdedor                        | Salvado (por el público)         | —                               |                                 |
|                                 |                                 |                                                  |                                 |                                 |                                 |                                 |                                 |                                  |                                 |                                 |
| 2                               | Sol y luna (Alexia)             | «I Was Made for Lovin' You» (de Kiss)            | Iliana Calabró                  | Soledad Silveyra                | Claudia Villafañe               | Claudia Villafañe               | Perdedor                        | Eliminado                        | Magdalena Aicega                |                                 |
| 2                               | Vikingo (Olaf)                  | «El revelde» (de La Renga)                       | Daniel Aráoz                    | Osvaldo Laport                  | Daniel Osvaldo                  | Alejandro Lerner                | Ganador                         | —                                | —                               |                                 |
|                                 |                                 |                                                  |                                 |                                 |                                 |                                 |                                 |                                  |                                 |                                 |
| 3                               | Mulita (Pampa)                  | «Fly Me to the Moon» (de Frank Sinatra)          | Iván de Pineda                  | Alejandro Lerner                | Gustavo Conti                   | Mike Amigorena                  | Ganador                         | —                                | —                               |                                 |
| 3                               | Cisne negro (Sombra)            | «Wapo traketero» (de Nicki Nicole)               | Paola Krum                      | Marixa Balli                    | Carolina “Pampita” Ardohain     | Elena Roger                     | Perdedor                        | Salvado (por los investigadores) | —                               |                                 |
|                                 |                                 |                                                  |                                 |                                 |                                 |                                 |                                 |                                  |                                 |                                 |
| 4                               | Cíclope (Urta)                  | «Trátame suavemente» (de Soda Stereo)            | Freddy Villarreal               | Martín “Campi” Campilongo       | Abel Pintos                     | César “Banana” Pueyrredón       | Ganador                         | —                                | —                               |                                 |
| 4                               | Camaleón (Cambiazo)             | «Tutu» (de Camilo & Pedro Capó)                  | Roberto “Pato” Abbondanzieri    | Fabián “Poroto” Cubero          | Fabián “Poroto” Cubero          | Ariel “Burrito” Ortega          | Perdedor                        | Salvado (por los investigadores) | —                               |                                 |

### Gala 6 (19/09/2022)
En orden de aparición
| Actuaciones del sexto episodio | Actuaciones del sexto episodio | Actuaciones del sexto episodio                      | Actuaciones del sexto episodio | Actuaciones del sexto episodio | Actuaciones del sexto episodio | Actuaciones del sexto episodio | Actuaciones del sexto episodio | Actuaciones del sexto episodio   | Actuaciones del sexto episodio | Actuaciones del sexto episodio |
| ------------------------------ | ------------------------------ | --------------------------------------------------- | ------------------------------ | ------------------------------ | ------------------------------ | ------------------------------ | ------------------------------ | -------------------------------- | ------------------------------ | ------------------------------ |
| #                              | Máscara (Nombre de la máscara) | Canción                                             | Apuestas                       | Apuestas                       | Apuestas                       | Apuestas                       | Resultado (duelo)              | Zona de eliminación              | Identidad revelada             |                                |
| #                              | Máscara (Nombre de la máscara) | Canción                                             | Moldavsky                      | Wanda                          | Lizy                           | Karina                         | Resultado (duelo)              | Zona de eliminación              | Identidad revelada             |                                |
| 1                              | Cíclope (Urta)                 | «Universo paralelo» (de La K'onga & Nahuel Pennisi) | Ulises Bueno                   | Freddy Villarreal              | Christian Sancho               | Yayo Guridi                    | Ganador                        | —                                | —                              |                                |
| 1                              | Hamburguesa (Pecas)            | «A Little Respect» (de Erasure)                     | Martín Bossi                   | Ale Sergi                      | Fernando Dente                 | Ale Sergi                      | Perdedor                       | Salvado (por los investigadores) | —                              |                                |
| 1                              | Monstruo (Altavista)           | «Georgia on My Mind» (de Ray Charles)               | Paulo Kablan                   | Miguel Ángel Rodríguez         | Dady Brieva                    | “El negro” González Oro        | Perdedor                       | Eliminado                        | Raúl Lavié                     |                                |
|                                |                                |                                                     |                                |                                |                                |                                |                                |                                  |                                |                                |
| 2                              | Pez león (Mamba)               | «Otra noche» (de Los Ángeles Azules & Nicki Nicole) | Iliana Calabró                 | Fátima Florez                  | Jimena Barón                   | Fátima Flórez                  | Perdedor                       | Salvado (por el público)         | —                              |                                |
| 2                              | Perro (Therry)                 | «Believer» (de Imagine Dragons)                     | Damián de Santo                | Mariano Martínez               | Gustavo Conti                  | Juanse                         | Ganador                        | —                                | —                              |                                |

### Gala 7 (20/09/2022)
En orden de aparición
| Actuaciones del séptimo episodio | Actuaciones del séptimo episodio | Actuaciones del séptimo episodio                                    | Actuaciones del séptimo episodio | Actuaciones del séptimo episodio | Actuaciones del séptimo episodio | Actuaciones del séptimo episodio | Actuaciones del séptimo episodio | Actuaciones del séptimo episodio | Actuaciones del séptimo episodio | Actuaciones del séptimo episodio |
| -------------------------------- | -------------------------------- | ------------------------------------------------------------------- | -------------------------------- | -------------------------------- | -------------------------------- | -------------------------------- | -------------------------------- | -------------------------------- | -------------------------------- | -------------------------------- |
| #                                | Máscara (Nombre de la máscara)   | Canción                                                             | Apuestas                         | Apuestas                         | Apuestas                         | Apuestas                         | Resultado (duelo)                | Zona de eliminación              | Identidad revelada               |                                  |
| #                                | Máscara (Nombre de la máscara)   | Canción                                                             | Moldavsky                        | Wanda                            | Lizy                             | Karina                           | Resultado (duelo)                | Zona de eliminación              | Identidad revelada               |                                  |
| 1                                | Vikingo (Olaf)                   | «Tiago PZK: Bzrp Music Sessions, Vol. 48» (de Bizarrap & Tiago PZK) | Tomás Fonzi                      | Pablo Echarri                    | Nicolás Occhiato                 | Tucu López                       | Ganador                          | —                                | —                                |                                  |
| 1                                | Unicornio (Brillo)               | «I Don't Want to Miss a Thing» (de Aerosmith)                       | José “Pepe” Chatruc              | Peter Lanzani                    | Agustín Sullivan                 | Roberto Peña                     | Perdedor                         | Salvado (por el público)         | —                                |                                  |
| 1                                | Minecraft (Pixel)                | «Te llevaré» (de Los Palmeras)                                      | Lizardo Ponce                    | Santiago Maratea                 | Pedro “Peter” Alfonso            | Diego Topa                       | Perdedor                         | Eliminado                        | Santiago Maratea                 |                                  |
|                                  |                                  |                                                                     |                                  |                                  |                                  |                                  |                                  |                                  |                                  |                                  |
| 2                                | Mulita (Pampa)                   | «Vida de rico» (de Camilo)                                          | José María Listorti              | Pedro “Peter” Alfonso            | Leonardo Sbaraglia               | Pachu Peña                       | Ganador                          | —                                | —                                |                                  |
| 2                                | Mujer alienígena (Luna)          | «Sin pijama» (de Becky G & Natti Natasha)                           | Florencia Vigna                  | Carolina “Pampita” Ardohain      | Luisana Lopilato                 | Emilia Mernes                    | Perdedor                         | Salvado (por los investigadores) | —                                |                                  |

1. ↑  Inicialmente, apostó que era Rusherking. Más tarde, decidió cambiar su apuesta.

### Gala 8 (21/09/2022)
En orden de aparición
| Actuaciones del octavo episodio | Actuaciones del octavo episodio | Actuaciones del octavo episodio               | Actuaciones del octavo episodio | Actuaciones del octavo episodio | Actuaciones del octavo episodio | Actuaciones del octavo episodio | Actuaciones del octavo episodio | Actuaciones del octavo episodio  | Actuaciones del octavo episodio | Actuaciones del octavo episodio |
| ------------------------------- | ------------------------------- | --------------------------------------------- | ------------------------------- | ------------------------------- | ------------------------------- | ------------------------------- | ------------------------------- | -------------------------------- | ------------------------------- | ------------------------------- |
| #                               | Máscara (Nombre de la máscara)  | Canción                                       | Apuestas                        | Apuestas                        | Apuestas                        | Apuestas                        | Resultado (duelo)               | Zona de eliminación              | Identidad revelada              |                                 |
| #                               | Máscara (Nombre de la máscara)  | Canción                                       | Moldavsky                       | Wanda                           | Lizy                            | Karina                          | Resultado (duelo)               | Zona de eliminación              | Identidad revelada              |                                 |
| 1                               | Pez globo (Oli)                 | «Se me ha perdido un corazón» (de Gilda)      | Zaira Nara                      | Victoria “Vicky” Xipolitakis    | Mariana Antoniale               | Karina Jelinek                  | Perdedor                        | Salvado (por el público)         | —                               |                                 |
| 1                               | Chancha (Chincha)               | «03 03 456» (de Raffaella Carrà)              | Iliana Calabró                  | Marcela Tinayre                 | Luisa Albinoni                  | Malena Guinzburg                | Ganador                         | —                                | —                               |                                 |
| 1                               | Cisne negro (Sombra)            | «Man! I Feel Like a Woman!» (de Shania Twain) | Natalie Pérez                   | Emilia Attias                   | Lali                            | Brenda Asnicar                  | Perdedor                        | Eliminado                        | Marcela Morelo                  |                                 |
|                                 |                                 |                                               |                                 |                                 |                                 |                                 |                                 |                                  |                                 |                                 |
| 2                               | Pavo real (Salvador)            | «Spaghetti del rock» (de Divididos)           | Luciano Castro                  | Pedro “Peter” Alfonso           | Mauro Szeta                     | Pedro “Peter” Alfonso           | Ganador                         | —                                | —                               |                                 |
| 2                               | Leopardo (Nieves)               | «Tusa» (de Karol G & Nicki Minaj)             | Mercedes Morán                  | Verónica Lozano                 | Jimena Barón                    | Mercedes Funes                  | Perdedor                        | Salvado (por los investigadores) | —                               |                                 |

### Gala 9 (22/09/2022)
En este capítulo, la máscara «Flor» se unió al programa. Pero, al ser un personaje nuevo (y a diferencia de las otras máscaras), si algún investigador acierta con ella identidad sería automáticamente eliminada y desenmascarada; en caso contrario, la máscara continuaría en la competencia.
En orden de aparición
| Actuaciones del noveno episodio | Actuaciones del noveno episodio | Actuaciones del noveno episodio                                              | Actuaciones del noveno episodio | Actuaciones del noveno episodio | Actuaciones del noveno episodio | Actuaciones del noveno episodio | Actuaciones del noveno episodio | Actuaciones del noveno episodio  | Actuaciones del noveno episodio | Actuaciones del noveno episodio |
| ------------------------------- | ------------------------------- | ---------------------------------------------------------------------------- | ------------------------------- | ------------------------------- | ------------------------------- | ------------------------------- | ------------------------------- | -------------------------------- | ------------------------------- | ------------------------------- |
| #                               | Máscara (Nombre de la máscara)  | Canción                                                                      | Apuestas                        | Apuestas                        | Apuestas                        | Apuestas                        | Resultado (duelo)               | Zona de eliminación              | Identidad revelada              |                                 |
| #                               | Máscara (Nombre de la máscara)  | Canción                                                                      | Moldavsky                       | Wanda                           | Lizy                            | Karina                          | Resultado (duelo)               | Zona de eliminación              | Identidad revelada              |                                 |
| 1                               | Camaleón (Cambiazo)             | «Súbeme la radio» (de Enrique Iglesias feat. Descemer Bueno & Zion & Lennox) | Martín Palermo                  | Fabián “Poroto” Cubero          | Ángel Di María                  | Ariel “Burrito” Ortega          | Perdedor                        | Salvado (por los investigadores) | —                               |                                 |
| 1                               | Tucán (Pico)                    | «Hawái» (de Maluma)                                                          | Iván de Pineda                  | Alejandro "Marley" Wiebe        | Damián Betular                  | Marcelo Iripino                 | Ganador                         | —                                | —                               |                                 |
|                                 |                                 |                                                                              |                                 |                                 |                                 |                                 |                                 |                                  |                                 |                                 |
| —                               | Flor (Orquídea)                 | «Flashdance... What a Feeling» (de Irene Cara)                               | Fátima Flórez                   | Cristina Pérez                  | Magdalena “Magui” Bravi         | Cristina Pérez                  | Máscara invitada                | Eliminado                        | Cristina Pérez                  |                                 |
|                                 |                                 |                                                                              |                                 |                                 |                                 |                                 |                                 |                                  |                                 |                                 |
| 2                               | Luciérnaga (Luz)                | «Ni una sola palabra» (de Paulina Rubio)                                     | Laura Esquivel                  | Sol Cwirkaluk                   | Candela Vetrano                 | Lali                            | Perdedor                        | Salvado                          | —                               |                                 |
| 2                               | Robot (Bot)                     | «Get Lucky» (de Daft Punk feat. Pharrell Williams & Nile Rodgers)            | Martín “Campi” Campilongo       | Ariel Puchetta (de Ráfaga)      | Damián de Santo                 | Peter Lanzani                   | Ganador                         | —                                | —                               |                                 |

1. ↑  Inicialmente, apostó que era Marisa Andino. Más tarde, decidió cambiar su apuesta.
2. ↑  Tras el acierto en la identidad de Flor, Luciérnaga continúa en el programa.

### Gala 10 (25/09/2022)
En este episodio, conocido como «La revancha», tendrá el mismo mecanismo que la quinta gala: las máscaras que quedaron en «zona de eliminación» (entre la sexta y novena gala) realizaron una nueva presentación para lograr continuar en la competencia. 
Por primera vez, el resultado de cada duelo fue definido por un investigador. El primer duelo fue definido por Roberto Moldavsky, el segundo por Wanda Nara, el tercero por Lizy Tagliani y el cuarto por Karina, la Princesita. Además, la «zona de eliminación» fue definida solamente por el público. 
En orden de aparición
| Actuaciones del décimo episodio | Actuaciones del décimo episodio | Actuaciones del décimo episodio                        | Actuaciones del décimo episodio | Actuaciones del décimo episodio | Actuaciones del décimo episodio | Actuaciones del décimo episodio | Actuaciones del décimo episodio | Actuaciones del décimo episodio | Actuaciones del décimo episodio | Actuaciones del décimo episodio |
| ------------------------------- | ------------------------------- | ------------------------------------------------------ | ------------------------------- | ------------------------------- | ------------------------------- | ------------------------------- | ------------------------------- | ------------------------------- | ------------------------------- | ------------------------------- |
| #                               | Máscara (Nombre de la máscara)  | Canción                                                | Apuestas                        | Apuestas                        | Apuestas                        | Apuestas                        | Resultado (duelo)               | Zona de eliminación             | Identidad revelada              |                                 |
| #                               | Máscara (Nombre de la máscara)  | Canción                                                | Moldavsky                       | Wanda                           | Lizy                            | Karina                          | Resultado (duelo)               | Zona de eliminación             | Identidad revelada              |                                 |
| 1                               | Camaleón (Cambiazo)             | «Cómo me voy a olvidar» (de Los Auténticos Decadentes) | Martín Palermo                  | Fabián “Poroto” Cubero          | Julio Ricardo “Jardinero” Cruz  | Marcos Rojo                     | Ganador                         | —                               | —                               |                                 |
| 1                               | Mujer alienígena (Luna)         | «Toxic» (de Britney Spears)                            | Florencia Vigna                 | Charlotte Caniggia              | Luli Fernández                  | Charlotte Caniggia              | Perdedor                        | Eliminado                       | Charlotte Caniggia              |                                 |
|                                 |                                 |                                                        |                                 |                                 |                                 |                                 |                                 |                                 |                                 |                                 |
| 2                               | Leopardo (Nieves)               | «Diamonds» (de Rihanna)                                | Agustina Cherri                 | Agustina Cherri                 | Leticia Brédice                 | Mercedes Funes                  | Perdedor                        | Salvado (por el público)        | —                               |                                 |
| 2                               | Unicornio (Brillo)              | «Todo de ti» (de Rauw Alejandro)                       | Diego Reinhold                  | Maluma                          | Hernán Piquín                   | Gerónimo Rauch                  | Ganador                         | —                               | —                               |                                 |
|                                 |                                 |                                                        |                                 |                                 |                                 |                                 |                                 |                                 |                                 |                                 |
| 3                               | Luciérnaga (Luz)                | «Poker Face» (de Lady Gaga)                            | Laura Esquivel                  | Brenda Asnicar                  | Camila Homs                     | Brenda Asnicar                  | Ganador                         | —                               | —                               |                                 |
| 3                               | Pez globo (Oli)                 | «Te dejo Madrid» (de Shakira)                          | Zaira Nara                      | Ingrid Grudke                   | Valeria Mazza                   | María Vázquez                   | Perdedor                        | Salvado (por el público)        | —                               |                                 |
|                                 |                                 |                                                        |                                 |                                 |                                 |                                 |                                 |                                 |                                 |                                 |
| 4                               | Pez león (Mamba)                | «Don't Start Now» (de Dua Lipa)                        | Griselda Siciliani              | Moria Casán                     | Soledad Villamil                | Melina Lezcano                  | Ganador                         | —                               | —                               |                                 |
| 4                               | Hamburguesa (Pecas)             | «No voy en tren» (de Charly García)                    | Gastón Pauls                    | Benjamín Vicuña                 | Andy Kusnetzoff                 | Ale Sergi                       | Perdedor                        | Salvado (por el público)        | —                               |                                 |

### Gala 11 (26/09/2022)
En este capítulo, la máscara «Sapa» se unió al programa. Al igual que la máscara «Flor» (presentada en el episodio 9), su condición para continuar en el certamen es que ningún investigador acierte con su identidad. En caso contrario, quedaría automáticamente eliminada y sería desenmascarada.
En orden de aparición
| Actuaciones del undécimo episodio | Actuaciones del undécimo episodio | Actuaciones del undécimo episodio            | Actuaciones del undécimo episodio            | Actuaciones del undécimo episodio            | Actuaciones del undécimo episodio            | Actuaciones del undécimo episodio            | Actuaciones del undécimo episodio    | Actuaciones del undécimo episodio | Actuaciones del undécimo episodio | Actuaciones del undécimo episodio |
| --------------------------------- | --------------------------------- | -------------------------------------------- | -------------------------------------------- | -------------------------------------------- | -------------------------------------------- | -------------------------------------------- | ------------------------------------ | --------------------------------- | --------------------------------- | --------------------------------- |
| #                                 | Máscara (Nombre de la máscara)    | Canción                                      | Apuestas                                     | Apuestas                                     | Apuestas                                     | Apuestas                                     | Resultado                            | Identidad revelada                |                                   |                                   |
| #                                 | Máscara (Nombre de la máscara)    | Canción                                      | Moldavsky                                    | Wanda                                        | Lizy                                         | Karina                                       | Resultado                            | Identidad revelada                |                                   |                                   |
| 1                                 | Chancha (Chincha)                 | «Sólo se vive una vez» (de Azúcar Moreno)    | Graciela Alfano                              | Marcela Tinayre                              | Andrea del Boca                              | Luisa Albinoni                               | Sentenciado                          | Sin identidad revelada            |                                   |                                   |
| 2                                 | Sapa (Mansa)                      | «Despechá» (de Rosalía)                      | China Suárez                                 | Oriana Sabatini                              | Lola Ponce                                   | Narda Lepes                                  | 1.º salvado                          | Sin identidad revelada            |                                   |                                   |
| 3                                 | Vikingo (Olaf)                    | «Nothing Else Matters» (de Metallica)        | Luciano Castro                               | Agustín Sierra                               | Felipe Colombo                               | Pablo Echarri                                | Sentenciado                          | Sin identidad revelada            |                                   |                                   |
| 4                                 | Hamburguesa (Pecas)               | «Mujer amante» (de Rata Blanca)              | Maximiliano Guerra                           | Paulo Kablan                                 | Roberto Trotta                               | Ale Sergi                                    | 2.º salvado (por los investigadores) | Sin identidad revelada            |                                   |                                   |
| «Enfrentamiento final»            |                                   |                                              |                                              |                                              |                                              |                                              |                                      |                                   |                                   |                                   |
| 1                                 | Chancha (Chincha)                 | «Quizás, quizás, quizás» (de Osvaldo Farrés) | «Quizás, quizás, quizás» (de Osvaldo Farrés) | «Quizás, quizás, quizás» (de Osvaldo Farrés) | «Quizás, quizás, quizás» (de Osvaldo Farrés) | «Quizás, quizás, quizás» (de Osvaldo Farrés) | Eliminado                            | Marcela Tinayre                   |                                   |                                   |
| 2                                 | Vikingo (Olaf)                    | «Demoliendo hoteles» (de Charly García)      | «Demoliendo hoteles» (de Charly García)      | «Demoliendo hoteles» (de Charly García)      | «Demoliendo hoteles» (de Charly García)      | «Demoliendo hoteles» (de Charly García)      | Salvado (por el público)             | —                                 |                                   |                                   |

1. ↑  Como ningún investigador acertó con su identidad, continúa en el programa.

### Gala 12 (27/09/2022)
En orden de aparición
| Actuaciones del duodécimo episodio | Actuaciones del duodécimo episodio | Actuaciones del duodécimo episodio         | Actuaciones del duodécimo episodio   | Actuaciones del duodécimo episodio   | Actuaciones del duodécimo episodio   | Actuaciones del duodécimo episodio   | Actuaciones del duodécimo episodio   | Actuaciones del duodécimo episodio | Actuaciones del duodécimo episodio | Actuaciones del duodécimo episodio |
| ---------------------------------- | ---------------------------------- | ------------------------------------------ | ------------------------------------ | ------------------------------------ | ------------------------------------ | ------------------------------------ | ------------------------------------ | ---------------------------------- | ---------------------------------- | ---------------------------------- |
| #                                  | Máscara (Nombre de la máscara)     | Canción                                    | Apuestas                             | Apuestas                             | Apuestas                             | Apuestas                             | Resultado                            | Identidad revelada                 |                                    |                                    |
| #                                  | Máscara (Nombre de la máscara)     | Canción                                    | Moldavsky                            | Wanda                                | Lizy                                 | Karina                               | Resultado                            | Identidad revelada                 |                                    |                                    |
| 1                                  | Tucán (Pico)                       | «Lloviendo estrellas» (de Cristian Castro) | Damián Betular                       | Luis Ventura                         | Humberto Tortonese                   | José María Muscari                   | 2.º salvado (por los investigadores) | Sin identidad revelada             |                                    |                                    |
| 2                                  | Pez globo (Oli)                    | «Antes de perderte» (de Duki)              | Zaira Nara                           | Karina Jelinek                       | Dolores “Loli” López                 | Guillermina Valdés                   | Sentenciado                          | Sin identidad revelada             |                                    |                                    |
| 3                                  | Luciérnaga (Luz)                   | «Inevitable» (de Shakira)                  | Ángela Torres                        | Laura Esquivel                       | Daniela Herrero                      | Brenda Asnicar                       | 1.º salvado (por los investigadores) | Sin identidad revelada             |                                    |                                    |
| 4                                  | Pavo real (Salvador)               | «Dance crip» (de Trueno)                   | Pedro “Peter” Alfonso                | Pedro “Peter” Alfonso                | Pedro “Peter” Alfonso                | Pedro “Peter” Alfonso                | Sentenciado                          | Sin identidad revelada             |                                    |                                    |
| «Enfrentamiento final»             |                                    |                                            |                                      |                                      |                                      |                                      |                                      |                                    |                                    |                                    |
| 1                                  | Pavo real (Salvador)               | «Tacones rojos» (de Sebastián Yatra)       | «Tacones rojos» (de Sebastián Yatra) | «Tacones rojos» (de Sebastián Yatra) | «Tacones rojos» (de Sebastián Yatra) | «Tacones rojos» (de Sebastián Yatra) | Eliminado                            | Pedro “Peter” Alfonso              |                                    |                                    |
| 2                                  | Pez globo (Oli)                    | «A Sky Full of Stars» (de Coldplay)        | «A Sky Full of Stars» (de Coldplay)  | «A Sky Full of Stars» (de Coldplay)  | «A Sky Full of Stars» (de Coldplay)  | «A Sky Full of Stars» (de Coldplay)  | Salvado (por el público)             | —                                  |                                    |                                    |

### Gala 13 (28/09/2022)
En orden de aparición
| Actuaciones del decimotercero episodio | Actuaciones del decimotercero episodio | Actuaciones del decimotercero episodio         | Actuaciones del decimotercero episodio | Actuaciones del decimotercero episodio | Actuaciones del decimotercero episodio | Actuaciones del decimotercero episodio | Actuaciones del decimotercero episodio | Actuaciones del decimotercero episodio | Actuaciones del decimotercero episodio | Actuaciones del decimotercero episodio |
| -------------------------------------- | -------------------------------------- | ---------------------------------------------- | -------------------------------------- | -------------------------------------- | -------------------------------------- | -------------------------------------- | -------------------------------------- | -------------------------------------- | -------------------------------------- | -------------------------------------- |
| #                                      | Máscara (Nombre de la máscara)         | Canción                                        | Apuestas                               | Apuestas                               | Apuestas                               | Apuestas                               | Resultado                              | Identidad revelada                     |                                        |                                        |
| #                                      | Máscara (Nombre de la máscara)         | Canción                                        | Moldavsky                              | Wanda                                  | Lizy                                   | Karina                                 | Resultado                              | Identidad revelada                     |                                        |                                        |
| 1                                      | Perro (Therry)                         | «Maravillosa esta noche» (de JAF)              | Germán Tripel                          | JAF                                    | Andrés Ciro Martínez                   | Juanse                                 | 1.º salvado (por los investigadores)   | Sin identidad revelada                 |                                        |                                        |
| 2                                      | Pez león (Mamba)                       | «Crazy in Love» (de Beyoncé feat. Jay-Z)       | Griselda Siciliani                     | Fátima Flórez                          | Jimena Barón                           | Fátima Flórez                          | Sentenciado                            | Sin identidad revelada                 |                                        |                                        |
| 3                                      | Mulita (Pampa)                         | «Un beso y una flor» (de Nino Bravo)           | José María Listorti                    | Pablo Granados                         | Mike Amigorena                         | Martín “Campi” Campilongo              | Sentenciado                            | Sin identidad revelada                 |                                        |                                        |
| 4                                      | Unicornio (Brillo)                     | «Corazón mentiroso» (de Karina, la Princesita) | Flavio Mendoza                         | Martín Bossi                           | José Manuel “Manu” Urcera              | Gerónimo Rauch                         | 2.º salvado (por los investigadores)   | Sin identidad revelada                 |                                        |                                        |
| «Enfrentamiento final»                 |                                        |                                                |                                        |                                        |                                        |                                        |                                        |                                        |                                        |                                        |
| 1                                      | Pez león (Mamba)                       | «Acaramelao» (de María Becerra)                | «Acaramelao» (de María Becerra)        | «Acaramelao» (de María Becerra)        | «Acaramelao» (de María Becerra)        | «Acaramelao» (de María Becerra)        | Eliminado                              | Fátima Flórez                          |                                        |                                        |
| 2                                      | Mulita (Pampa)                         | «Bella ciao»                                   | «Bella ciao»                           | «Bella ciao»                           | «Bella ciao»                           | «Bella ciao»                           | Salvado (por el público)               | —                                      |                                        |                                        |

1. ↑  En su presentación inicial, apostó que era Yuri. Después de su presentación en el duelo «Máscara vs. Máscara», decidió cambiar su apuesta.

### Gala 14 (29/09/2022)
En orden de aparición
| Actuaciones del decimocuarto episodio | Actuaciones del decimocuarto episodio | Actuaciones del decimocuarto episodio           | Actuaciones del decimocuarto episodio          | Actuaciones del decimocuarto episodio          | Actuaciones del decimocuarto episodio          | Actuaciones del decimocuarto episodio          | Actuaciones del decimocuarto episodio | Actuaciones del decimocuarto episodio | Actuaciones del decimocuarto episodio | Actuaciones del decimocuarto episodio |
| ------------------------------------- | ------------------------------------- | ----------------------------------------------- | ---------------------------------------------- | ---------------------------------------------- | ---------------------------------------------- | ---------------------------------------------- | ------------------------------------- | ------------------------------------- | ------------------------------------- | ------------------------------------- |
| #                                     | Máscara (Nombre de la máscara)        | Canción                                         | Apuestas                                       | Apuestas                                       | Apuestas                                       | Apuestas                                       | Resultado                             | Identidad revelada                    |                                       |                                       |
| #                                     | Máscara (Nombre de la máscara)        | Canción                                         | Moldavsky                                      | Wanda                                          | Lizy                                           | Karina                                         | Resultado                             | Identidad revelada                    |                                       |                                       |
| 1                                     | Robot (Bot)                           | «Uptown Funk» (de Mark Ronson feat. Bruno Mars) | Pablo Granados                                 | Jey Mammón                                     | Emanuel Ortega                                 | Darío Lopilato                                 | 1.º salvado (por los investigadores)  | Sin identidad revelada                |                                       |                                       |
| 2                                     | Camaleón (Cambiazo)                   | «Corazón» (de Maluma feat. Nego do Borel)       | Fabián “Poroto” Cubero                         | Fabián “Poroto” Cubero                         | José Luis “Batata” Clerc                       | Germán “Mono” Burgos                           | Sentenciado                           | Sin identidad revelada                |                                       |                                       |
| 3                                     | Leopardo (Nieves)                     | «Dance Monkey» (de Tones and I)                 | Romina Gaetani                                 | Jimena Barón                                   | Carina Zampini                                 | Gloria Carrá                                   | Sentenciado                           | Sin identidad revelada                |                                       |                                       |
| 4                                     | Cíclope (Urta)                        | «Por lo que yo te quiero» (de Rodrigo)          | Daniel Aráoz                                   | Ulises Bueno                                   | Nicolás Furtado                                | Yayo Guridi                                    | 2.º salvado (por los investigadores)  | Sin identidad revelada                |                                       |                                       |
| «Enfrentamiento final»                |                                       |                                                 |                                                |                                                |                                                |                                                |                                       |                                       |                                       |                                       |
| 1                                     | Leopardo (Nieves)                     | «Vivir así es morir de amor» (de Camilo Sesto)  | «Vivir así es morir de amor» (de Camilo Sesto) | «Vivir así es morir de amor» (de Camilo Sesto) | «Vivir así es morir de amor» (de Camilo Sesto) | «Vivir así es morir de amor» (de Camilo Sesto) | Salvado (por el público)              | —                                     |                                       |                                       |
| 2                                     | Camaleón (Cambiazo)                   | «Reggaetón lento (Bailemos)» (de CNCO)          | «Reggaetón lento (Bailemos)» (de CNCO)         | «Reggaetón lento (Bailemos)» (de CNCO)         | «Reggaetón lento (Bailemos)» (de CNCO)         | «Reggaetón lento (Bailemos)» (de CNCO)         | Eliminado                             | Fabián “Poroto” Cubero                |                                       |                                       |

### Gala 15 (02/10/2022)
En este episodio, conocido como «La revancha», las máscaras que fueron salvadas —por los investigadores— en segundo lugar en el «todos contra todos» y los salvados —por el público presente— en el duelo «Máscara vs. Máscara» (entre la undécima y decimocuarta gala) realizaron una nueva presentación para lograr seguir en la certamen. 
Por primera vez en el programa, las máscaras compiten en parejas. Además, es el primer programa que combina ambas modalidades de competencia: «duelos» y «todos contra todos». También por segunda vez, el resultado de cada duelo fue definido por los investigadores. 
Por razones no especificadas, la máscara «Tucán» (el segundo salvado en el programa 12) no compitió en esta gala. En su lugar, participó la máscara «Luciérnaga» (quien fue la primera salvada del mismo programa). 
En orden de aparición
| Actuaciones del decimoquinto episodio | Actuaciones del decimoquinto episodio | Actuaciones del decimoquinto episodio | Actuaciones del decimoquinto episodio                               | Actuaciones del decimoquinto episodio           | Actuaciones del decimoquinto episodio           | Actuaciones del decimoquinto episodio           | Actuaciones del decimoquinto episodio           | Actuaciones del decimoquinto episodio           | Actuaciones del decimoquinto episodio | Actuaciones del decimoquinto episodio |
| ------------------------------------- | ------------------------------------- | ------------------------------------- | ------------------------------------------------------------------- | ----------------------------------------------- | ----------------------------------------------- | ----------------------------------------------- | ----------------------------------------------- | ----------------------------------------------- | ------------------------------------- | ------------------------------------- |
| #                                     | #                                     | Máscara (Nombre de la máscara)        | Canción                                                             | Apuestas                                        | Apuestas                                        | Apuestas                                        | Apuestas                                        | Resultado (duelo)                               | Resultado final                       | Identidad revelada                    |
| #                                     | #                                     | Máscara (Nombre de la máscara)        | Canción                                                             | Moldavsky                                       | Wanda                                           | Lizy                                            | Karina                                          | Resultado (duelo)                               | Resultado final                       | Identidad revelada                    |
| 1                                     | 1                                     | Pez globo (Oli)                       | «La tortura» (de Shakira feat. Alejandro Sanz)                      | Victoria “Vicky” Xipolitakis                    | Luciana Salazar                                 | Eva de Dominici                                 | Karina Jelinek                                  | Perdedores                                      | Sentenciados                          | Sin identidad revelada                |
| 1                                     | 1                                     | Vikingo (Olaf)                        | «La tortura» (de Shakira feat. Alejandro Sanz)                      | Luciano Castro                                  | Luciano Castro                                  | Felipe Colombo                                  | Agustín Sierra                                  | Perdedores                                      | Sentenciados                          | Sin identidad revelada                |
| 1                                     | 2                                     | Unicornio (Brillo)                    | «(I've Had) The Time of My Life» (de Bill Medley & Jennifer Warnes) | Flavio Mendoza                                  | Martín Bossi                                    | Hernán Piquín                                   | Nazareno Móttola                                | Ganadores                                       | —                                     | Sin identidad revelada                |
| 1                                     | 2                                     | Luciérnaga (Luz)                      | «(I've Had) The Time of My Life» (de Bill Medley & Jennifer Warnes) | Ángela Torres                                   | Valeria Gastaldi                                | Rosario Ortega                                  | Brenda Asnicar                                  | Ganadores                                       | —                                     | Sin identidad revelada                |
|                                       |                                       |                                       |                                                                     |                                                 |                                                 |                                                 |                                                 |                                                 |                                       | Sin identidad revelada                |
| 2                                     | 3                                     | Leopardo (Nieves)                     | «Paisaje» (de Gilda)                                                | Sofía Pachano                                   | Jimena Barón                                    | Candelaria Molfese                              | Mercedes Funes                                  | Ganadores                                       | —                                     | Sin identidad revelada                |
| 2                                     | 3                                     | Mulita (Pampa)                        | «Paisaje» (de Gilda)                                                | Mike Amigorena                                  | Rodrigo de la Serna                             | Luciano Castro                                  | Piñón Fijo                                      | Ganadores                                       | —                                     | Sin identidad revelada                |
| 2                                     | 4                                     | Hamburguesa (Pecas)                   | «Rezo por vos» (de Charly García & Luis Alberto Spinetta)           | Pablo Ruiz                                      | Pipo Cipolatti                                  | Gabriela Sabatini                               | Ale Sergi                                       | Perdedores                                      | Sentenciados                          | Sin identidad revelada                |
| 2                                     | 4                                     | Cíclope (Urta)                        | «Rezo por vos» (de Charly García & Luis Alberto Spinetta)           | Ulises Bueno                                    | Fabio “Mole” Moli                               | La Mona Jiménez                                 | Yayo Guridi                                     | Perdedores                                      | Sentenciados                          | Sin identidad revelada                |
| «Enfrentamiento final»                |                                       |                                       |                                                                     |                                                 |                                                 |                                                 |                                                 |                                                 |                                       |                                       |
| 1                                     | 1                                     | Pez globo (Oli)                       | «Me haces tanto bien» (de Amistades Peligrosas)                     | «Me haces tanto bien» (de Amistades Peligrosas) | «Me haces tanto bien» (de Amistades Peligrosas) | «Me haces tanto bien» (de Amistades Peligrosas) | «Me haces tanto bien» (de Amistades Peligrosas) | «Me haces tanto bien» (de Amistades Peligrosas) | Salvado (por los investigadores)      | —                                     |
| 2                                     | 2                                     | Vikingo (Olaf)                        | «Safe and Sound» (de Capital Cities)                                | «Safe and Sound» (de Capital Cities)            | «Safe and Sound» (de Capital Cities)            | «Safe and Sound» (de Capital Cities)            | «Safe and Sound» (de Capital Cities)            | «Safe and Sound» (de Capital Cities)            | Salvado (por el público)              | —                                     |
| 3                                     | 3                                     | Cíclope (Urta)                        | «One» (de U2)                                                       | «One» (de U2)                                   | «One» (de U2)                                   | «One» (de U2)                                   | «One» (de U2)                                   | «One» (de U2)                                   | Eliminado                             | Yayo Guridi                           |
| 4                                     | 4                                     | Hamburguesa (Pecas)                   | «Ahora te puedes marchar» (de Luis Miguel)                          | «Ahora te puedes marchar» (de Luis Miguel)      | «Ahora te puedes marchar» (de Luis Miguel)      | «Ahora te puedes marchar» (de Luis Miguel)      | «Ahora te puedes marchar» (de Luis Miguel)      | «Ahora te puedes marchar» (de Luis Miguel)      | Salvado (por los investigadores)      | —                                     |

1. ↑  En su presentación inicial, apostó que era Piñón Fijo. Después de su presentación en el duelo «Máscara vs. Máscara», decidió cambiar su apuesta.

### Gala 16 (03/10/2022)
En este capítulo, la máscara «Dragón» se unió al programa. Al igual que las otras máscaras invitadas («Flor» y «Sapa»), la única condición para poder seguir en competencia es que los investigadores no acierten con su identidad; si no quedará automáticamente eliminada y será desenmascarada. Por primera vez en el programa, la máscara comodín pudo quedar sentenciada: a pesar de que (en primera instancia) ningún investigador le atinó a su identidad, no fue elegida por los investigadores para que avancen directamente a la siguiente gala. 
En orden de aparición
| Actuaciones del decimosexto episodio | Actuaciones del decimosexto episodio | Actuaciones del decimosexto episodio | Actuaciones del decimosexto episodio | Actuaciones del decimosexto episodio | Actuaciones del decimosexto episodio | Actuaciones del decimosexto episodio | Actuaciones del decimosexto episodio | Actuaciones del decimosexto episodio | Actuaciones del decimosexto episodio | Actuaciones del decimosexto episodio |
| ------------------------------------ | ------------------------------------ | ------------------------------------ | ------------------------------------ | ------------------------------------ | ------------------------------------ | ------------------------------------ | ------------------------------------ | ------------------------------------ | ------------------------------------ | ------------------------------------ |
| #                                    | Máscara (Nombre de la máscara)       | Canción                              | Apuestas                             | Apuestas                             | Apuestas                             | Apuestas                             | Resultado                            | Identidad revelada                   |                                      |                                      |
| #                                    | Máscara (Nombre de la máscara)       | Canción                              | Moldavsky                            | Wanda                                | Lizy                                 | Karina                               | Resultado                            | Identidad revelada                   |                                      |                                      |
| 1                                    | Pez globo (Oli)                      | «Tu veneno» (de Natalia Oreiro)      | Zaira Nara                           | Julieta Prandi                       | Christy Turlington                   | Silvina Escudero                     | 1.º salvado (por los investigadores) | Sin identidad revelada               |                                      |                                      |
| 2                                    | Dragón (Dragona)                     | «Ella» (de Boza)                     | Liz Solari                           | Oriana Sabatini                      | Camila Cabello                       | Oriana Sabatini                      | Sentenciado                          | Sin identidad revelada               |                                      |                                      |
| 3                                    | Tucán (Pico)                         | «Blinding Lights» (de The Weeknd)    | Luciano Castro                       | Benito Fernández                     | Sergio Goycochea                     | Dan Breitman                         | 2.º salvado (por los investigadores) | Sin identidad revelada               |                                      |                                      |
| 4                                    | Perro (Therry)                       | «Ciudad mágica» (de Tan Biónica)     | Germán Tripel                        | Ezequiel “Polaco” Cwirkaluk          | Gustavo Conti                        | Javier Calamaro                      | Sentenciado                          | Sin identidad revelada               |                                      |                                      |
| «Enfrentamiento final»               |                                      |                                      |                                      |                                      |                                      |                                      |                                      |                                      |                                      |                                      |
| 1                                    | Perro (Therry)                       | «Tengo» (de Sandro)                  | «Tengo» (de Sandro)                  | «Tengo» (de Sandro)                  | «Tengo» (de Sandro)                  | «Tengo» (de Sandro)                  | Salvado                              | —                                    |                                      |                                      |
| 2                                    | Dragón (Dragona)                     | «Sorry» (de Justin Bieber)           | «Sorry» (de Justin Bieber)           | «Sorry» (de Justin Bieber)           | «Sorry» (de Justin Bieber)           | «Sorry» (de Justin Bieber)           | Eliminado                            | Oriana Sabatini                      |                                      |                                      |

1. ↑  En su presentación inicial, apostó que era Cazzu. Después de su presentación en el duelo «Máscara vs. Máscara», decidió cambiar su apuesta.
2. ↑  En su presentación inicial, apostó que era Emilia Mernes. Después de su presentación en el duelo «Máscara vs. Máscara», decidió cambiar su apuesta.
3. ↑  En su presentación inicial, apostó que era Valentina Zenere. Después de su presentación en el duelo «Máscara vs. Máscara», decidió cambiar su apuesta.
4. ↑  Tras el acierto en la identidad de Dragón, Perro continúa en el programa.

### Gala 17 (04/10/2022)
En orden de aparición
| Actuaciones del decimoséptimo episodio | Actuaciones del decimoséptimo episodio | Actuaciones del decimoséptimo episodio         | Actuaciones del decimoséptimo episodio         | Actuaciones del decimoséptimo episodio         | Actuaciones del decimoséptimo episodio         | Actuaciones del decimoséptimo episodio         | Actuaciones del decimoséptimo episodio | Actuaciones del decimoséptimo episodio | Actuaciones del decimoséptimo episodio | Actuaciones del decimoséptimo episodio |
| -------------------------------------- | -------------------------------------- | ---------------------------------------------- | ---------------------------------------------- | ---------------------------------------------- | ---------------------------------------------- | ---------------------------------------------- | -------------------------------------- | -------------------------------------- | -------------------------------------- | -------------------------------------- |
| #                                      | Máscara (Nombre de la máscara)         | Canción                                        | Apuestas                                       | Apuestas                                       | Apuestas                                       | Apuestas                                       | Resultado                              | Identidad revelada                     |                                        |                                        |
| #                                      | Máscara (Nombre de la máscara)         | Canción                                        | Moldavsky                                      | Wanda                                          | Lizy                                           | Karina                                         | Resultado                              | Identidad revelada                     |                                        |                                        |
| 1                                      | Vikingo (Olaf)                         | «Magia veneno» (de Catupecu Machu)             | Martín Bossi                                   | Daniel Osvaldo                                 | Federico Amador                                | Nicolás Riera                                  | Sentenciado                            | Sin identidad revelada                 |                                        |                                        |
| 2                                      | Unicornio (Brillo)                     | «All by Myself» (de Céline Dion)               | Diego Reinhold                                 | Hernán Piquín                                  | Sebastián Yatra                                | Diego Ramos                                    | 1.º salvado (por los investigadores)   | Sin identidad revelada                 |                                        |                                        |
| 3                                      | Sapa (Mansa)                           | «La triple T» (de Tini)                        | Giannina Maradona                              | Dalma Maradona                                 | Paula “Peque” Pareto                           | Dalma Maradona                                 | Sentenciado                            | Sin identidad revelada                 |                                        |                                        |
| 4                                      | Luciérnaga (Luz)                       | «Lost on You» (de LP)                          | Ángela Torres                                  | Virginia da Cunha                              | Rosario Ortega                                 | Rocío “Rochi” Igarzábal                        | 2.º salvado (por los investigadores)   | Sin identidad revelada                 |                                        |                                        |
| «Enfrentamiento final»                 |                                        |                                                |                                                |                                                |                                                |                                                |                                        |                                        |                                        |                                        |
| 1                                      | Sapa (Mansa)                           | «Valerie» (de Mark Ronson feat. Amy Winehouse) | «Valerie» (de Mark Ronson feat. Amy Winehouse) | «Valerie» (de Mark Ronson feat. Amy Winehouse) | «Valerie» (de Mark Ronson feat. Amy Winehouse) | «Valerie» (de Mark Ronson feat. Amy Winehouse) | Eliminado                              | Dalma Maradona                         |                                        |                                        |
| 2                                      | Vikingo (Olaf)                         | «Intento» (de Ulises Bueno)                    | «Intento» (de Ulises Bueno)                    | «Intento» (de Ulises Bueno)                    | «Intento» (de Ulises Bueno)                    | «Intento» (de Ulises Bueno)                    | Salvado (por el público)               | —                                      |                                        |                                        |

### Gala 18 (05/10/2022)
En orden de aparición
| Actuaciones del decimoctavo episodio | Actuaciones del decimoctavo episodio | Actuaciones del decimoctavo episodio            | Actuaciones del decimoctavo episodio | Actuaciones del decimoctavo episodio | Actuaciones del decimoctavo episodio | Actuaciones del decimoctavo episodio | Actuaciones del decimoctavo episodio | Actuaciones del decimoctavo episodio | Actuaciones del decimoctavo episodio | Actuaciones del decimoctavo episodio |
| ------------------------------------ | ------------------------------------ | ----------------------------------------------- | ------------------------------------ | ------------------------------------ | ------------------------------------ | ------------------------------------ | ------------------------------------ | ------------------------------------ | ------------------------------------ | ------------------------------------ |
| #                                    | Máscara (Nombre de la máscara)       | Canción                                         | Apuestas                             | Apuestas                             | Apuestas                             | Apuestas                             | Resultado                            | Identidad revelada                   |                                      |                                      |
| #                                    | Máscara (Nombre de la máscara)       | Canción                                         | Moldavsky                            | Wanda                                | Lizy                                 | Karina                               | Resultado                            | Identidad revelada                   |                                      |                                      |
| 1                                    | Leopardo (Nieves)                    | «Proud Mary» (de Tina Turner)                   | Julieta Nair Calvo                   | Thalía                               | Paulina Rubio                        | Karol Sevilla                        | Sentenciado                          | Sin identidad revelada               |                                      |                                      |
| 2                                    | Hamburguesa (Pecas)                  | «No me arrepiento de este amor» (de Attaque 77) | Pablo Ruiz                           | Jey Mammón                           | Arnaldo André                        | Miguel “Migue” Granados              | 2.º salvado (por los investigadores) | Sin identidad revelada               |                                      |                                      |
| 3                                    | Robot (Bot)                          | «La bachata» (de Manuel Turizo)                 | Alejandro Lerner                     | Alejandro Lerner                     | CAE                                  | Alejandro Lerner                     | Sentenciado                          | Sin identidad revelada               |                                      |                                      |
| 4                                    | Mulita (Pampa)                       | «Como Alí» (de Los Piojos)                      | Coco Sily                            | Andrés Ciro Martínez                 | Fito Páez                            | Martín “Campi” Campilongo            | 1.º salvado (por los investigadores) | Sin identidad revelada               |                                      |                                      |
| «Enfrentamiento final»               |                                      |                                                 |                                      |                                      |                                      |                                      |                                      |                                      |                                      |                                      |
| 1                                    | Leopardo (Nieves)                    | «Inocente» (de La Delio Valdez)                 | «Inocente» (de La Delio Valdez)      | «Inocente» (de La Delio Valdez)      | «Inocente» (de La Delio Valdez)      | «Inocente» (de La Delio Valdez)      | Salvado (por el público)             | —                                    |                                      |                                      |
| 2                                    | Robot (Bot)                          | «Kiss» (de Prince)                              | «Kiss» (de Prince)                   | «Kiss» (de Prince)                   | «Kiss» (de Prince)                   | «Kiss» (de Prince)                   | Eliminado                            | Alejandro Lerner                     |                                      |                                      |

1. ↑  En su presentación inicial, apostó que era CAE. Después de su presentación en el duelo «Máscara vs. Máscara», decidió cambiar su apuesta.
2. ↑  En su presentación inicial, apostó que era Alejandro Lerner. Después de su presentación en el duelo «Máscara vs. Máscara», decidió cambiar su apuesta.

### Gala 19 (06/10/2022)
En este episodio, las máscaras que fueron salvadas —por los investigadores— en primer y segundo lugar en el «todos contra todos» (entre la decimosexta y decimoctava gala) realizaron una nueva presentación para lograr seguir en la certamen. 
Por tercera vez, el resultado de cada duelo fue definido por los investigadores.
En orden de aparición
| Actuaciones del decimonoveno episodio | Actuaciones del decimonoveno episodio | Actuaciones del decimonoveno episodio       | Actuaciones del decimonoveno episodio | Actuaciones del decimonoveno episodio | Actuaciones del decimonoveno episodio | Actuaciones del decimonoveno episodio | Actuaciones del decimonoveno episodio | Actuaciones del decimonoveno episodio | Actuaciones del decimonoveno episodio | Actuaciones del decimonoveno episodio |
| ------------------------------------- | ------------------------------------- | ------------------------------------------- | ------------------------------------- | ------------------------------------- | ------------------------------------- | ------------------------------------- | ------------------------------------- | ------------------------------------- | ------------------------------------- | ------------------------------------- |
| #                                     | Máscara (Nombre de la máscara)        | Canción                                     | Apuestas                              | Apuestas                              | Apuestas                              | Apuestas                              | Resultado (duelo)                     | Zona de eliminación                   | Identidad revelada                    |                                       |
| #                                     | Máscara (Nombre de la máscara)        | Canción                                     | Moldavsky                             | Wanda                                 | Lizy                                  | Karina                                | Resultado (duelo)                     | Zona de eliminación                   | Identidad revelada                    |                                       |
| 1                                     | Pez globo (Oli)                       | «Arrasando» (de Thalía)                     | Zaira Nara                            | Guillermina Valdés                    | Mariana Genesio Peña                  | Brenda Gandini                        | Perdedor                              | Salvado (por los investigadores)      | —                                     |                                       |
| 1                                     | Mulita (Pampa)                        | «Tirá para arriba» (de Miguel Mateos/ZAS)   | Coco Sily                             | Osvaldo Laport                        | Bad Bunny                             | Martín “Campi” Campilongo             | Ganador                               | —                                     | —                                     |                                       |
|                                       |                                       |                                             |                                       |                                       |                                       |                                       |                                       |                                       |                                       |                                       |
| 2                                     | Luciérnaga (Luz)                      | «...Baby One More Time» (de Britney Spears) | Gimena Accardi                        | Virginia da Cunha                     | Danna Paola                           | Brenda Asnicar                        | Ganador                               | —                                     | —                                     |                                       |
| 2                                     | Tucán (Pico)                          | «Nada es imposible» (de Ricky Martin)       | Humberto Tortonese                    | Damián Betular                        | Fabián Medina Flores                  | Damián Betular                        | Perdedor                              | Eliminado                             | Damián Betular                        |                                       |
|                                       |                                       |                                             |                                       |                                       |                                       |                                       |                                       |                                       |                                       |                                       |
| 3                                     | Unicornio (Brillo)                    | «Ocho cuarenta» (de Rodrigo)                | Flavio Mendoza                        | Hernán Piquín                         | Diego Ramos                           | Nazareno Móttola                      | Ganador                               | —                                     | —                                     |                                       |
| 3                                     | Hamburguesa (Pecas)                   | «The Final Countdown» (de Europe)           | Miguel del Sel                        | Mariano Iúdica                        | Martín Liberman                       | Miguel “Migue” Granados               | Perdedor                              | Salvado (por el público)              | —                                     |                                       |

### Gala 20 (09/10/2022)
En este episodio, conocido como «La revancha», las ocho máscaras en competencia realizan una nueva presentación para asegurar su permanencia en el certamen.
Por segunda vez en el programa, las máscaras compiten en parejas. Además, es el segundo programa que combina ambas modalidades de competencia: «duelos» y «todos contra todos». También por cuarta vez, el resultado de cada duelo fue definido por los investigadores.
En orden de aparición
| Actuaciones del vigésimo episodio | Actuaciones del vigésimo episodio | Actuaciones del vigésimo episodio | Actuaciones del vigésimo episodio                                    | Actuaciones del vigésimo episodio        | Actuaciones del vigésimo episodio        | Actuaciones del vigésimo episodio        | Actuaciones del vigésimo episodio        | Actuaciones del vigésimo episodio        | Actuaciones del vigésimo episodio | Actuaciones del vigésimo episodio |
| --------------------------------- | --------------------------------- | --------------------------------- | -------------------------------------------------------------------- | ---------------------------------------- | ---------------------------------------- | ---------------------------------------- | ---------------------------------------- | ---------------------------------------- | --------------------------------- | --------------------------------- |
| #                                 | #                                 | Máscara (Nombre de la máscara)    | Canción                                                              | Apuestas                                 | Apuestas                                 | Apuestas                                 | Apuestas                                 | Resultado (duelo)                        | Resultado final                   | Identidad revelada                |
| #                                 | #                                 | Máscara (Nombre de la máscara)    | Canción                                                              | Moldavsky                                | Wanda                                    | Lizy                                     | Karina                                   | Resultado (duelo)                        | Resultado final                   | Identidad revelada                |
| 1                                 | 1                                 | Leopardo (Nieves)                 | «Lady Marmalade» (de Christina Aguilera, Lil' Kim, Mýa & Pink)       | Julieta Nair Calvo                       | Jimena Barón                             | Deborah de Corral                        | Mercedes Funes                           | Ganadores                                | —                                 | Sin identidad revelada            |
| 1                                 | 1                                 | Unicornio (Brillo)                | «Lady Marmalade» (de Christina Aguilera, Lil' Kim, Mýa & Pink)       | Flavio Mendoza                           | Nicolás Furtado                          | Federico Salles                          | Fernando Dente                           | Ganadores                                | —                                 | Sin identidad revelada            |
| 1                                 | 2                                 | Luciérnaga (Luz)                  | « Tan solo tú» (de Franco de Vita feat. Alejandra Guzmán)            | Gimena Accardi                           | Iliana Calabró                           | Lali                                     | Brenda Asnicar                           | Perdedores                               | Salvado (por los investigadores)  | Sin identidad revelada            |
| 1                                 | 2                                 | Perro (Therry)                    | « Tan solo tú» (de Franco de Vita feat. Alejandra Guzmán)            | Germán Tripel                            | Chano                                    | Joaquín Levinton                         | Damián de Santo                          | Perdedores                               | Sentenciado                       | Sin identidad revelada            |
|                                   |                                   |                                   |                                                                      |                                          |                                          |                                          |                                          |                                          |                                   | Sin identidad revelada            |
| 2                                 | 3                                 | Vikingo (Olaf)                    | «Yo no te pido la luna» (de Daniela Romo)                            | Martín Bossi                             | Tucu López                               | Gustavo “Cucho” Parisi                   | Agustín Sierra                           | Ganadores                                | —                                 | Sin identidad revelada            |
| 2                                 | 3                                 | Mulita (Pampa)                    | «Yo no te pido la luna» (de Daniela Romo)                            | José María Listorti                      | Patricio Giménez                         | Patricio Giménez                         | Martín “Campi” Campilongo                | Ganadores                                | —                                 | Sin identidad revelada            |
| 2                                 | 4                                 | Pez globo (Oli)                   | «You're the One That I Want» (de John Travolta & Olivia Newton-John) | Zaira Nara                               | Guillermina Valdés                       | Marianela Mirra                          | Brenda Gandini                           | Perdedores                               | Sentenciado                       | Sin identidad revelada            |
| 2                                 | 4                                 | Hamburguesa (Pecas)               | «You're the One That I Want» (de John Travolta & Olivia Newton-John) | Miguel del Sel                           | Emanuel Ortega                           | Horacio Cabak                            | Ale Sergi                                | Perdedores                               | Salvado (por los investigadores)  | Sin identidad revelada            |
| «Enfrentamiento final»            |                                   |                                   |                                                                      |                                          |                                          |                                          |                                          |                                          |                                   |                                   |
| 1                                 | 1                                 | Perro (Therry)                    | «Antes y después» (de Ciro y los Persas)                             | «Antes y después» (de Ciro y los Persas) | «Antes y después» (de Ciro y los Persas) | «Antes y después» (de Ciro y los Persas) | «Antes y después» (de Ciro y los Persas) | «Antes y después» (de Ciro y los Persas) | Salvado (por el público)          | —                                 |
| 2                                 | 2                                 | Pez globo (Oli)                   | «Y yo sigo aquí» (de Paulina Rubio)                                  | «Y yo sigo aquí» (de Paulina Rubio)      | «Y yo sigo aquí» (de Paulina Rubio)      | «Y yo sigo aquí» (de Paulina Rubio)      | «Y yo sigo aquí» (de Paulina Rubio)      | «Y yo sigo aquí» (de Paulina Rubio)      | Eliminado                         | Guillermina Valdés                |

1. ↑  En su presentación inicial, apostó que era Andrés Ciro Martínez. Después de su presentación en el duelo «Máscara vs. Máscara», decidió cambiar su apuesta.

### Gala 21 (10/10/2022)
En orden de aparición
| Actuaciones del vigesimoprimero episodio | Actuaciones del vigesimoprimero episodio | Actuaciones del vigesimoprimero episodio | Actuaciones del vigesimoprimero episodio                         | Actuaciones del vigesimoprimero episodio | Actuaciones del vigesimoprimero episodio | Actuaciones del vigesimoprimero episodio | Actuaciones del vigesimoprimero episodio | Actuaciones del vigesimoprimero episodio | Actuaciones del vigesimoprimero episodio | Actuaciones del vigesimoprimero episodio |
| ---------------------------------------- | ---------------------------------------- | ---------------------------------------- | ---------------------------------------------------------------- | ---------------------------------------- | ---------------------------------------- | ---------------------------------------- | ---------------------------------------- | ---------------------------------------- | ---------------------------------------- | ---------------------------------------- |
| #                                        | #                                        | Máscara (Nombre de la máscara)           | Canción                                                          | Apuestas                                 | Apuestas                                 | Apuestas                                 | Apuestas                                 | Resultado (todos contra todos)           | Zona de eliminación                      | Identidad revelada                       |
| #                                        | #                                        | Máscara (Nombre de la máscara)           | Canción                                                          | Moldavsky                                | Wanda                                    | Lizy                                     | Karina                                   | Resultado (todos contra todos)           | Zona de eliminación                      | Identidad revelada                       |
| 1                                        | 1                                        | Unicornio (Brillo)                       | «Roar» (de Katy Perry)                                           | Diego Ramos                              | Nicolás Scarpino                         | Julio Iglesias, Jr.                      | Fernando Dente                           | 3.º salvado (por los investigadores)     | —                                        | —                                        |
| 1                                        | 2                                        | Hamburguesa (Pecas)                      | «Selva» (de La Portuaria)                                        | Miguel del Sel                           | Miguel del Sel                           | Fabián Doman                             | Ale Sergi                                | Sentenciado                              | Salvado (por el público)                 | —                                        |
| 1                                        | 3                                        | Luciérnaga (Luz)                         | «Héroe» (de Mariah Carey)                                        | Ángela Torres                            | Daniela Herrero                          | Lali                                     | Brenda Asnicar                           | 2.º salvado (por los investigadores)     | —                                        | —                                        |
| 1                                        | 4                                        | Vikingo (Olaf)                           | «Should I Stay or Should I Go» (de The Clash)                    | Germán Tripel                            | Alejandro Fantino                        | Tomás Fonzi                              | Agustín Sierra                           | 1.º salvado (por los investigadores)     | —                                        | —                                        |
|                                          |                                          |                                          |                                                                  |                                          |                                          |                                          |                                          |                                          |                                          |                                          |
| 2                                        | 5                                        | Mulita (Pampa)                           | «Fue amor» (de Fito Páez)                                        | José María Listorti                      | Patricio Giménez                         | Peto Menahem                             | Martín “Campi” Campilongo                | Sentenciado                              | Eliminado                                | Martín “Campi” Campilongo                |
| 2                                        | 6                                        | Perro (Therry)                           | «Ya no hay forma de pedir perdón» (de David Lebón & Pedro Aznar) | Javier Calamaro                          | Javier Calamaro                          | Amado Boudou                             | Juanse                                   | 2.º salvado (por los investigadores)     | —                                        | —                                        |
| 2                                        | 7                                        | Leopardo (Nieves)                        | «Baby» (de Nicki Nicole)                                         | Sofía Pachano                            | Agustina Cherri                          | Luz Cipriota                             | Sofía Morandi                            | 1.º salvado (por los investigadores)     | —                                        | —                                        |

### Gala 22 (11/10/2022)
En este capítulo, la máscara «Cebra» se unió como máscara invitada al programa. Pero, a diferencia de las otras máscaras, después de las apuestas de los investigadores será directamente desenmascarado; si algún investigador acierta con su identidad ganará dos puntos extras que se sumarán a sus aciertos acumulados. 
En orden de aparición
| Actuaciones del vigesimosegundo episodio | Actuaciones del vigesimosegundo episodio | Actuaciones del vigesimosegundo episodio                         | Actuaciones del vigesimosegundo episodio | Actuaciones del vigesimosegundo episodio | Actuaciones del vigesimosegundo episodio | Actuaciones del vigesimosegundo episodio | Actuaciones del vigesimosegundo episodio | Actuaciones del vigesimosegundo episodio | Actuaciones del vigesimosegundo episodio | Actuaciones del vigesimosegundo episodio |
| ---------------------------------------- | ---------------------------------------- | ---------------------------------------------------------------- | ---------------------------------------- | ---------------------------------------- | ---------------------------------------- | ---------------------------------------- | ---------------------------------------- | ---------------------------------------- | ---------------------------------------- | ---------------------------------------- |
| #                                        | Máscara (Nombre de la máscara)           | Canción                                                          | Apuestas                                 | Apuestas                                 | Apuestas                                 | Apuestas                                 | Resultado (duelo)                        | Zona de eliminación                      | Identidad revelada                       |                                          |
| #                                        | Máscara (Nombre de la máscara)           | Canción                                                          | Moldavsky                                | Wanda                                    | Lizy                                     | Karina                                   | Resultado (duelo)                        | Zona de eliminación                      | Identidad revelada                       |                                          |
| —                                        | Cebra                                    | «Blue Suede Shoes» (de Elvis Presley)                            | Germán Martitegui                        | Donato de Santis                         | Mauro Icardi                             | Donato de Santis                         | Máscara invitada                         | Máscara invitada                         | Donato de Santis                         |                                          |
|                                          |                                          |                                                                  |                                          |                                          |                                          |                                          |                                          |                                          |                                          |                                          |
| 1                                        | Perro (Therry)                           | «Será que no me amas» (de Luis Miguel)                           | Juanse                                   | Andrés Calamaro                          | Damián de Santo                          | Damián de Santo                          | Perdedor                                 | Salvado (por el público)                 | —                                        |                                          |
| 1                                        | Vikingo (Olaf)                           | «Mi perro Dinamita» (de Patricio Rey y sus Redonditos de Ricota) | Joaquín Furriel                          | Nicolás “Tacho” Riera                    | Mariano Martínez                         | Agustín Sierra                           | Ganador                                  | —                                        | —                                        |                                          |
|                                          |                                          |                                                                  |                                          |                                          |                                          |                                          |                                          |                                          |                                          |                                          |
| 2                                        | Luciérnaga (Luz)                         | «When Love Takes Over» (de David Guetta feat. Kelly Rowland)     | Ángela Torres                            | Daniela Herrero                          | La Joaqui                                | Brenda Asnicar                           | Ganador                                  | —                                        | —                                        |                                          |
| 2                                        | Leopardo (Nieves)                        | «No me acuerdo» (de Thalía & Natti Natasha)                      | Romina Gaetani                           | Jimena Barón                             | Amaia Montero                            | Sofía Morandi                            | Perdedor                                 | Salvado (por los investigadores)         | —                                        |                                          |
|                                          |                                          |                                                                  |                                          |                                          |                                          |                                          |                                          |                                          |                                          |                                          |
| 3                                        | Hamburguesa (Pecas)                      | «Igual que ayer (necesito tu amor)» (de Enanitos Verdes)         | Mauro Szeta                              | Miguel del Sel                           | Eial Moldavsky                           | Ale Sergi                                | Perdedor                                 | Eliminado                                | Mauro Szeta                              |                                          |
| 3                                        | Unicornio (Brillo)                       | «Una cerveza» (de Ráfaga)                                        | Diego Ramos                              | Nicolás Scarpino                         | Hernán Piquín                            | Fernando Dente                           | Ganador                                  | —                                        | —                                        |                                          |

### Gala 23: Semifinal (12/10/2022)
En orden de aparición
| Actuaciones del vigesimotercero episodio | Actuaciones del vigesimotercero episodio | Actuaciones del vigesimotercero episodio                        | Actuaciones del vigesimotercero episodio | Actuaciones del vigesimotercero episodio | Actuaciones del vigesimotercero episodio | Actuaciones del vigesimotercero episodio | Actuaciones del vigesimotercero episodio | Actuaciones del vigesimotercero episodio | Actuaciones del vigesimotercero episodio | Actuaciones del vigesimotercero episodio |
| ---------------------------------------- | ---------------------------------------- | --------------------------------------------------------------- | ---------------------------------------- | ---------------------------------------- | ---------------------------------------- | ---------------------------------------- | ---------------------------------------- | ---------------------------------------- | ---------------------------------------- | ---------------------------------------- |
| #                                        | Máscara (Nombre de la máscara)           | Canción                                                         | Apuestas                                 | Apuestas                                 | Apuestas                                 | Apuestas                                 | Resultado (todos contra todos)           | Zona de eliminación                      | Identidad revelada                       |                                          |
| #                                        | Máscara (Nombre de la máscara)           | Canción                                                         | Moldavsky                                | Wanda                                    | Lizy                                     | Karina                                   | Resultado (todos contra todos)           | Zona de eliminación                      | Identidad revelada                       |                                          |
| 1                                        | Luciérnaga (Luz)                         | «Ya fue» (de Fabiana Cantilo)                                   | Ángela Torres                            | Nicki Nicole                             | Jorgelina Aruzzi                         | Brenda Asnicar                           | Sentenciado                              | Eliminado                                | Brenda Asnicar                           |                                          |
| 2                                        | Perro (Therry)                           | «Quevedo: Bzrp Music Sessions, Vol. 52» (de Bizarrap & Quevedo) | Fabián “el Zorrito” Quintiero            | Carlos Tévez                             | Julián Weich                             | Damián de Santo                          | 2.º salvado (por los investigadores)     | —                                        | —                                        |                                          |
| 3                                        | Leopardo (Nieves)                        | «Heart of Glass» (de Miley Cyrus)                               | Romina Gaetani                           | Jimena Barón                             | Twiggy                                   | Mercedes Funes                           | 1.º salvado (por los investigadores)     | —                                        | —                                        |                                          |
| 4                                        | Unicornio (Brillo)                       | «Vuelve» (de Ricky Martin)                                      | Nazareno Móttola                         | Hernán Piquín                            | José Meolans                             | Fernando Dente                           | Sentenciado                              | Salvado (por el público)                 | —                                        |                                          |
| 5                                        | Vikingo (Olaf)                           | «Are You Gonna Go My Way» (de Lenny Kravitz)                    | Joaquín Furriel                          | Nicolás “Tacho” Riera                    | Nicolás Cabré                            | Agustín Sierra                           | Sentenciado                              | Eliminado                                | Agustín Sierra                           |                                          |

1. ↑  Inicialmente, apostó que era Juanse. Más tarde, decidió cambiar su apuesta.

### Gala 24: Final (13/10/2022)
En este último programa se sumarán al escenario tres invitados que jugarán el rol de “padrinos” para los tres finalistas: Soledad Pastorutti, Alejandro Lerner y Joaquín Levinton. Cada padrino cantó con una de las máscaras: Pastorutti apadrinó al «Leopardo», Lerner al «Perro» y Levinton al «Unicornio». 
Las tres máscaras finalistas realizaron dos presentaciones: la primera actuación junto a su “padrino” y la segunda como solista. 
En orden de aparición
| # | Máscara (Nombre de la máscara) | Canción                                                         | Apuestas           | Apuestas         | Apuestas           | Apuestas        | Resultado                   | Identidad revelada |
| # | Máscara (Nombre de la máscara) | Canción                                                         | Moldavsky          | Wanda            | Lizy               | Karina          | Resultado                   | Identidad revelada |
| 1 | Leopardo (Nieves)              | «Lágrimas y flores» (de Soledad Pastorutti feat. Natalie Pérez) | Julieta Nair Calvo | Jimena Barón     | Agus Padilla       | Mercedes Funes  | Segundo puesto (con el 34%) | Mercedes Funes     |
| 6 | Leopardo (Nieves)              | «Tu falta de querer» (de Mon Laferte)                           | Julieta Nair Calvo | Jimena Barón     | Agus Padilla       | Mercedes Funes  | Segundo puesto (con el 34%) | Mercedes Funes     |
| 2 | Perro (Therry)                 | «Después de ti» (de Alejandro Lerner)                           | Juanse             | Damián de Santo  | Marcelo Dos Santos | Damián de Santo | Tercer puesto (con el 31%)  | Damián de Santo    |
| 4 | Perro (Therry)                 | «Feeling Good» (de Michael Bublé)                               | Juanse             | Damián de Santo  | Marcelo Dos Santos | Damián de Santo | Tercer puesto (con el 31%)  | Damián de Santo    |
| 3 | Unicornio (Brillo)             | «Yo no me quiero casar, ¿y usted?» (de Turf)                    | Diego Ramos        | Nicolás Scarpino | Fernando Dente     | Fernando Dente  | Ganador (con el 35%)        | Fernando Dente     |
| 5 | Unicornio (Brillo)             | «Bohemian Rhapsody» (de Queen)                                  | Diego Ramos        | Nicolás Scarpino | Fernando Dente     | Fernando Dente  | Ganador (con el 35%)        | Fernando Dente     |

1. ↑  En la primera presentación, apostó que era Sofía Pachano. En la segunda actuación, decidió cambiar su apuesta.
2. ↑  En la primera presentación, apostó que era Damián Szifron. En la segunda actuación, decidió cambiar su apuesta.
3. ↑  En la primera presentación, apostó que era Tiago PZK. En la segunda actuación, decidió cambiar su apuesta.

## Audiencia
El estreno de ¿Quién es la máscara? promedió 17.3 puntos de índice de audiencia, logrando superar ampliamente a la competencia directa de Canta conmigo ahora, eltrece. Asimismo, el debut de programa fue lo más visto del día.
En la siguiente tabla se muestra una lista con los números de audiencia obtenidos del programa emisión por emisión, dichos números solo corresponden a los espectadores de la Ciudad Autónoma de Buenos Aires y de Gran Buenos Aires, según la empresa Kantar IBOPE.
| 1 | Lunes     | 12 de septiembre | Programa 1 Eliminación de Guillermo Coria                                                                | 17.3          | Sí (a Canta conmigo ahora)                          | Primero | Primero | [ 54 ] [ 55 ] |
| 1 | Martes    | 13 de septiembre | Programa 2 Eliminación de Marta Minujín                                                                  | 11.7 (↓ -5.6) | Sí (a Canta conmigo ahora)                          | Primero | Primero | [ 56 ] [ 57 ] |
| 1 | Miércoles | 14 de septiembre | Programa 3 Eliminación de Ángela Leiva                                                                   | 11.2 (↓ -0.5) | Sí (a Canta conmigo ahora)                          | Primero | Primero | [ 58 ]        |
| 1 | Jueves    | 15 de septiembre | Programa 4 Eliminación de Ricardo Mollo                                                                  | 10.3 (↓ -0.9) | Sí (a Canta conmigo ahora)                          | Segundo | Segundo | [ 59 ] [ 60 ] |
| 1 | Domingo   | 18 de septiembre | Programa 5 Eliminación de Magdalena Aicega                                                               | 9.6 (↓ -0.7)  | No (a Periodismo para todos) Sí (a Resto del mundo) | Segundo | Segundo | [ 61 ]        |
| 2 | Lunes     | 19 de septiembre | Programa 6 Eliminación de Raúl Lavié                                                                     | 9.0 (↓ -0.6)  | Empate (con Canta conmigo ahora)                    | Tercero | Tercero | [ 62 ]        |
| 2 | Martes    | 20 de septiembre | Programa 7 Eliminación de Santiago Maratea                                                               | 9.8 (↑ +0.8)  | Sí (a Canta conmigo ahora)                          | Tercero | Sexto   | [ 63 ] [ 64 ] |
| 2 | Miércoles | 21 de septiembre | Programa 8 Eliminación de Marcela Morelo                                                                 | 9.7 (↓ -0.1)  | Sí (a Canta conmigo ahora)                          | Tercero | Cuarto  | [ 65 ] [ 66 ] |
| 2 | Jueves    | 22 de septiembre | Programa 9 Eliminación de Cristina Pérez                                                                 | 9.3 (↓ -0.4)  | Sí (a Canta conmigo ahora)                          | Cuarto  | Quinto  | [ 67 ] [ 68 ] |
| 2 | Domingo   | 25 de septiembre | Programa 10 Eliminación de Charlotte Caniggia                                                            | 8.7 (↓ -0.6)  | No (a Periodismo para todos) Sí (a Resto del mundo) | Segundo | Segundo | [ 69 ]        |
| 3 | Lunes     | 26 de septiembre | Programa 11 Eliminación de Marcela Tinayre                                                               | 8.2 (↓ -0.5)  | No (a Canta conmigo ahora)                          | Quinto  | Séptimo | [ 70 ] [ 71 ] |
| 3 | Martes    | 27 de septiembre | Programa 12 Eliminación de Pedro Alfonso                                                                 | 6.6 (↓ -1.6)  | No (a Canta conmigo ahora)                          | Quinto  | Décimo  | [ 72 ] [ 73 ] |
| 3 | Miércoles | 28 de septiembre | Programa 13 Eliminación de Fátima Flórez                                                                 | 7.4 (↑ 0.8)   | No (a Canta conmigo ahora)                          | Quinto  | Octavo  | [ 74 ] [ 75 ] |
| 3 | Jueves    | 29 de septiembre | Programa 14 Eliminación de Fabián Cubero                                                                 | 8.2 (↑ 0.8)   | Empate (con Canta conmigo ahora)                    | Cuarto  | Sexto   | [ 76 ] [ 77 ] |
| 3 | Domingo   | 2 de octubre     | Programa 15 Eliminación de Yayo Guridi                                                                   | 9.0 (↑ 0.8)   | Sí (a Periodismo para todos) Sí (a Resto del mundo) | Primero | Primero | [ 78 ] [ 79 ] |
| 4 | Lunes     | 3 de octubre     | Programa 16 Eliminación de Oriana Sabatini                                                               | 8.9 (↓ -0.1)  | Sí (a Canta conmigo ahora)                          | Cuarto  | Quinto  | [ 80 ] [ 81 ] |
| 4 | Martes    | 4 de octubre     | Programa 17 Eliminación de Dalma Maradona                                                                | 8.8 (↓ -0.1)  | No (a Canta conmigo ahora)                          | Cuarto  | Tercero | [ 82 ] [ 83 ] |
| 4 | Miércoles | 5 de octubre     | Programa 18 Eliminación de Alejandro Lerner                                                              | 7.9 (↓ -0.9)  | No (a Canta conmigo ahora)                          | Cuarto  | Octavo  | [ 84 ] [ 85 ] |
| 4 | Jueves    | 6 de octubre     | Programa 19 Eliminación de Damián Betular                                                                | 7.4 (↓ -0.5)  | No (a Canta conmigo ahora)                          | Quinto  | Octavo  | [ 86 ] [ 87 ] |
| 4 | Domingo   | 9 de octubre     | Programa 20 Eliminación de Guillermina Valdés                                                            | 8.1 (↑ 0.7)   | Si (a Periodismo para todos) Si (a Resto del mundo) | Primero | Segundo | [ 88 ] [ 89 ] |
| 5 | Lunes     | 10 de octubre    | Programa 21 Eliminación de Martín Campilongo                                                             | 7.7 (↓ -0.4)  | Si (a Canta conmigo ahora)                          | Cuarto  | Cuarto  | [ 90 ] [ 91 ] |
| 5 | Martes    | 11 de octubre    | Programa 22 Eliminación de Mauro Szeta                                                                   | 8.2 (↑ 0.5)   | No (a Canta conmigo ahora)                          | Quinto  | Octavo  | [ 92 ] [ 93 ] |
| 5 | Miércoles | 12 de octubre    | Programa 23: Semifinal Eliminación de Brenda Asnicar Eliminación de Agustín Sierra                       | 7.9 (↓ -0.3)  | No (a Canta conmigo ahora)                          | Quinto  | Séptimo | [ 94 ] [ 95 ] |
| 5 | Jueves    | 13 de octubre    | Programa 24: Final Ganador: Fernando Dente Segundo puesto: Mercedes Funes Tercer puesto: Damián de Santo | 9.9 (↑ 2.0)   | Si (a Canta conmigo ahora)                          | Tercero | Cuarto  | [ 96 ] [ 97 ] |

Notas
     Programa más visto.
     Programa menos visto.
1. ↑  Se cuenta solo si superó a la competencia directa de eltrece, según las mediciones de Ibope.